# Vanuatu
(ex-Nouvelles-Hébrides)
(bi) Ripablik blong Vanuatu 
(en) Republic of Vanuatu 
(fr) République de Vanuatu 
Le Vanuatu, en forme longue la république de Vanuatu ou république du Vanuatu, est un pays situé en mer de Corail et faisant partie de la Mélanésie. L'archipel est composé de 83 îles pour la plupart d'origine volcanique, à 539 km au nord-nord-est de la Nouvelle-Calédonie.
Peuplé à partir de 1100 av. J.-C. par des Austronésiens porteurs de la civilisation Lapita, l'archipel accueille, quelques siècles plus tard, des Mélanésiens venus des archipels de Nouvelle-Guinée. Le profil génétique du Vanuatu résulte essentiellement du métissage entre ces deux populations, austronésienne et mélanésienne, déployé sur plusieurs siècles.
Le premier Européen à aborder l'archipel est le Portugais Quirós, en 1606. Au siècle suivant, James Cook lui donne le nom de « Nouvelles-Hébrides ». Il connaît ensuite une colonisation lente et discontinue depuis son exploration par les Européens à la fin du XVIIIe siècle jusqu'à la fin du XIXe siècle. Il fit alors l'objet d'un conflit d'intérêts entre la France et le Royaume-Uni qui décidèrent en 1904 de mettre en place une administration conjointe.
C'est ainsi que fut instauré, de 1906 à 1980, le condominium des Nouvelles-Hébrides, faisant de ces îles océaniennes une colonie gérée conjointement par deux puissances coloniales. Le 30 juillet 1980, les Nouvelles-Hébrides deviennent indépendantes; le nouveau nom de « Vanuatu » remplace rapidement la dénomination européenne. Le Vanuatu est membre de l'ONU, de l'Organisation internationale de la francophonie,  du Commonwealth, de la Communauté du Pacifique et du Forum des îles du Pacifique.

## Le nomVanuatu

### Prononciations et traductions
Le Vanuatu se prononce /va.nu.a.tu/ en français et bichelamar, et /ˌvɑːnuˈɑːtuː/ en anglais. La république de Vanuatu s'écrit Ripablik blong Vanuatu en bichelamar, et Republic of Vanuatu en anglais.

### Étymologie
Le nom Vanuatu est dérivé du mot Vanua (« terre » ou « pays »), reflétant la racine proto-austronésienne *banua « terre habitée, pays » et du verbe tu « être debout » (dans la langue hano de l'île de Pentecôte). Ensemble, ces deux mots signifient « le pays debout », et indiquent le statut indépendant du nouveau pays.

### Usage en français
Le terme « Vanuatu » est masculin et singulier (on ne dit pas « les îles Vanuatu », contrairement à des pays voisins comme les îles Salomon).
En français, il existe une ambiguïté relative à l'usage de l'article. Dans ses documents prescriptifs, l'ONU recommande la forme sans article (« Vanuatu », « de Vanuatu », « à Vanuatu », etc.); à l'inverse, l'emploi d'un article masculin (« le Vanuatu », « du Vanuatu », « au Vanuatu », etc.) est recommandé à la fois par la Commission française de toponymie et par l'Union européenne. Dans l'usage quotidien, à l'oral et à l'écrit (si l'on excepte quelques publications officielles qui sont souvent des traductions), c'est l'article qui domine très nettement : on dit « le Vanuatu », « du Vanuatu », « au Vanuatu ».
Concernant le nom du pays lui-même, certaines sources francophones ont historiquement choisi l'orthographe francisée « Vanouatou », mais n'ont pas été suivies dans cet usage.

## Géographie

### Un archipel volcanique mélanésien
L'archipel est situé en mer de Corail, à 539 km au nord-nord-est de la Nouvelle-Calédonie et à 1 808 km de Hervey Bay, dans l'État australien du Queensland، Port-Vila, la capitale,  est distante de 1 287 km au sud-est de Honiara, aux îles Salomon. Le Vanuatu se compose de 81 à 83 îles principales (dont 16 inhabitées), ainsi que de très nombreux îlots et bancs de sable. Par ailleurs son gouvernement revendique les îles Matthew et Hunter rattachées au territoire de la Nouvelle-Calédonie (France). Les terres de l'archipel couvrent environ 12 000 km2 et s'étendent selon un axe nord-nord-ouest/sud-sud-est sur environ 1 300 km de long. Les trois plus grandes îles de l'archipel sont Espiritu Santo (3 956 km2), Malekula (2 041 km2) et Éfaté (900 km2).
Le pays s'étend sur 11 880 km2 de terres émergées (pour un littoral de 2 528 km), inclus dans une surface maritime de 682 220 km2, dont 4 110 km2 de récifs coralliens.

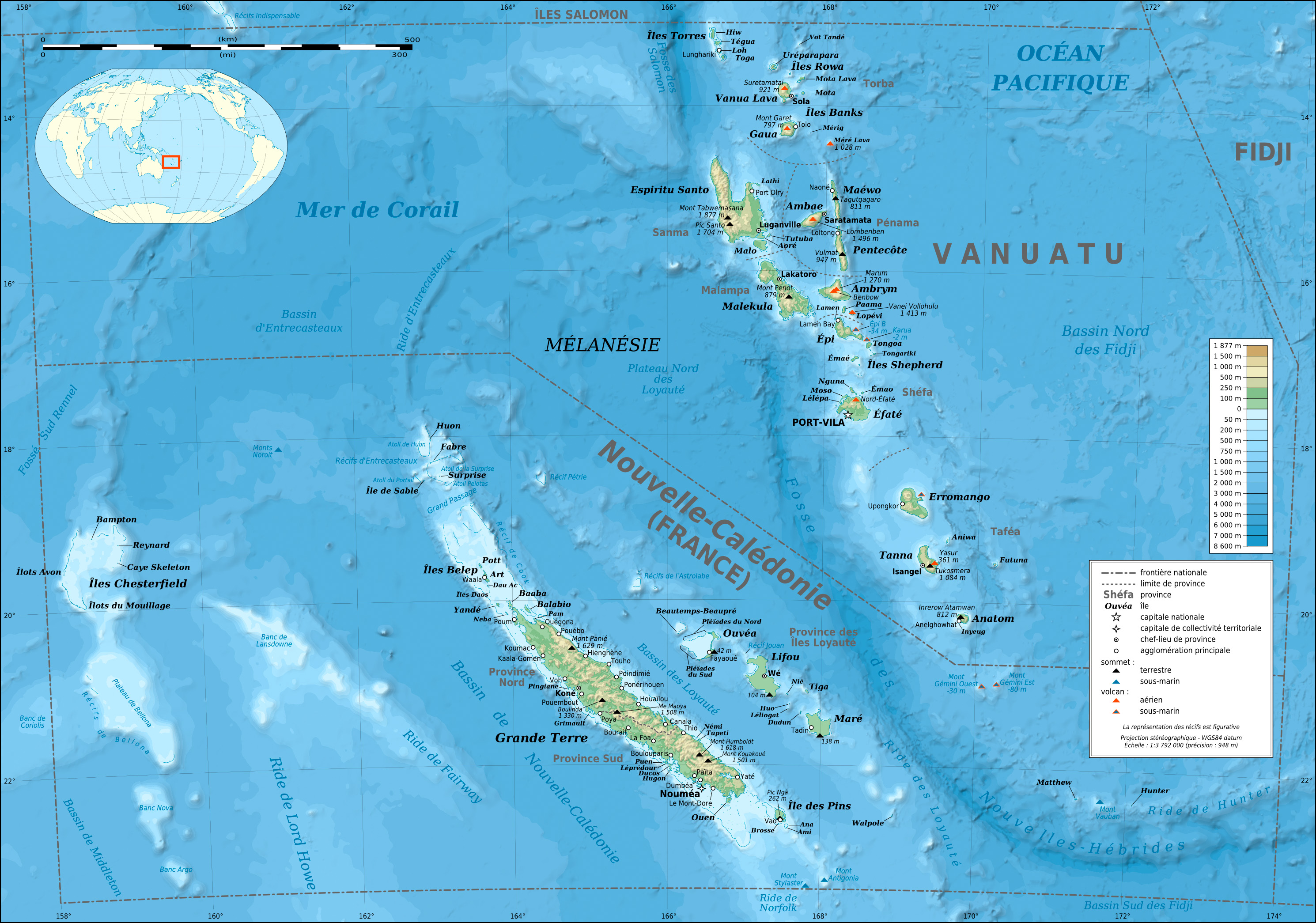
Carte du Vanuatu avec la Nouvelle-Calédonie.

Les îles ont un climat tropical ou subtropical, sont d'origine volcanique et montagneuse excepté Aniwa au sud et l'atoll de îles Rowa, dans les îles Banks, au nord. Certaines sont encore en croissance du fait des volcans actifs.
| Nom                | Groupe (ou île proche) | Province | Superficie | Pop. (2020) |
| ------------------ | ---------------------- | -------- | ---------- | ----------- |
| Vanua Lava         | Îles Banks             | Torba    | 334        | 3 270       |
| Gaua (Santa Maria) | Îles Banks             | Torba    | 328        | 3 467       |
| Espiritu Santo     | Nord                   | Sanma    | 3 956      | 32 568      |
| Malo               | Nord, Espiritu Santo   | Sanma    | 180        | 4 804       |
| Maewo              | Nord                   | Penama   | 304        | 4 654       |
| Ambae              | Nord                   | Penama   | 402        | 9 856       |
| Pentecôte          | Nord                   | Penama   | 491        | 21 097      |
| Malekula           | Nord                   | Malampa  | 2 041      | 32 294      |
| Ambrym             | Nord                   | Malampa  | 678        | 8 528       |
| Epi                | Central                | Shéfa    | 445        | 8 023       |
| Éfaté              | Central                | Shéfa    | 900        | 85 942      |
| Erromango          | Méridional             | Taféa    | 888        | 2 559       |
| Tanna              | Méridional             | Taféa    | 555        | 40 603      |

### Géologie

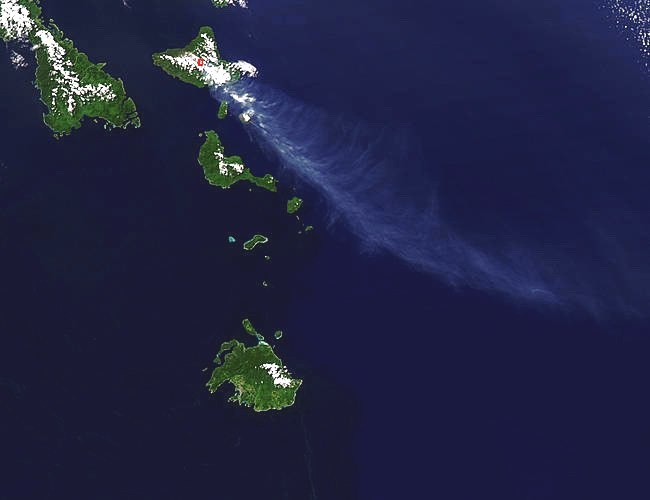
Vue satellite de la partie centrale de l'archipel, avec le panache de cendres du volcan d'Ambrym. Les îles sont essentiellement volcaniques récentes, avec des récifs coralliens étroits.

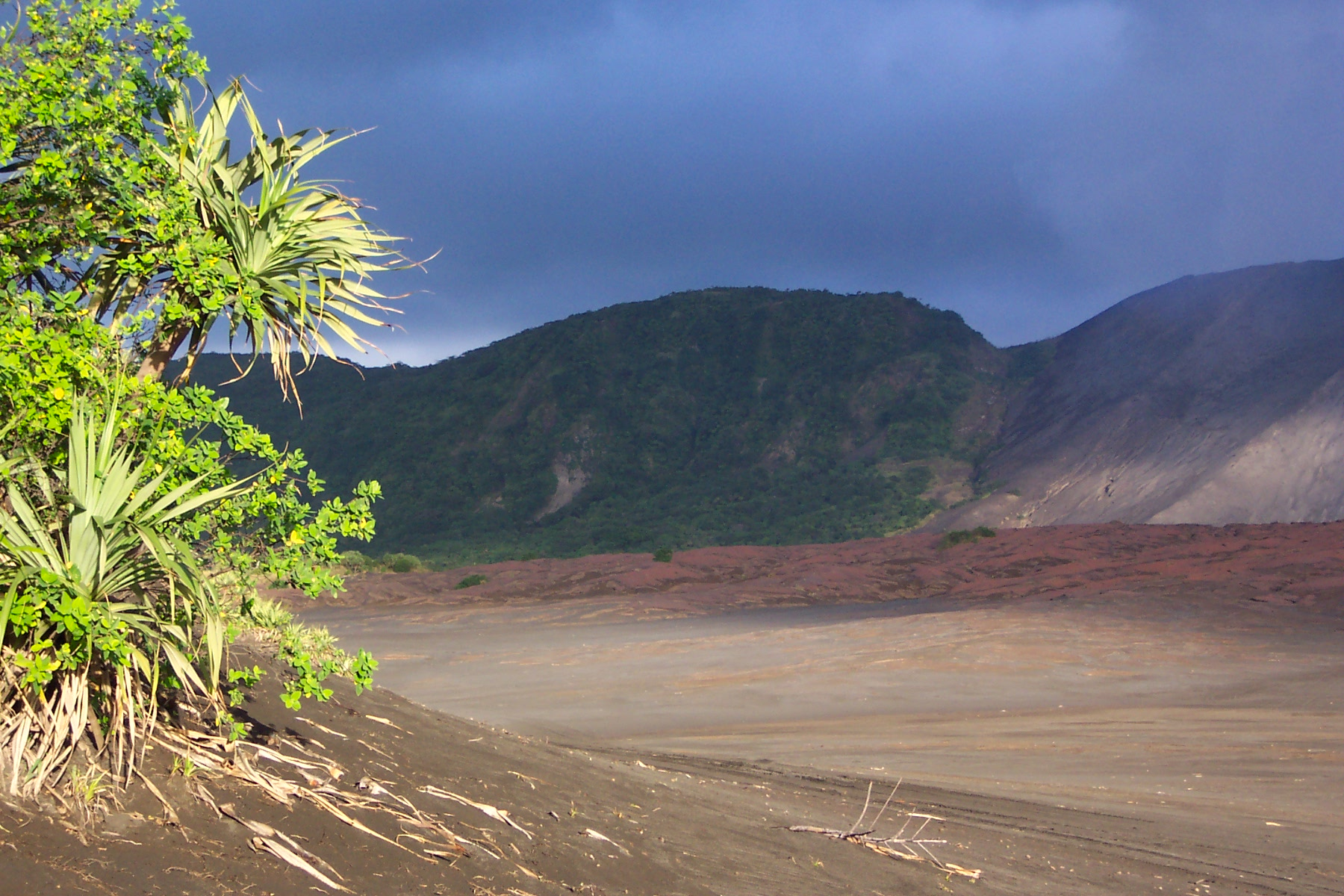
Plaine de cendres du volcan Yasur.

L'archipel du Vanuatu, entièrement d'origine volcanique, est relativement jeune, géologiquement parlant : les îles les plus anciennes sont Espiritu Santo et Malekula (centre-ouest), apparues il y a environ 14 à 22 millions d'années (même si certaines sources évoquent 153 millions d'années) ; viennent ensuite des îles du centre-est comme Maewo et Pentecôte (4-11 millions d'années), et le reste de l'archipel (dont Éfaté) a émergé il y a moins de 3 millions d'années. À titre de comparaison, l'Australie est apparue il y a 4 milliards d'années.
Ces îles volcaniques, situées dans la zone intertropicale, sont propices au développement de récifs coralliens : ainsi, une fois les littoraux volcaniques stabilisés, ils se retrouvent progressivement entourés d'une ceinture de corail, qui en croissant forme des platiers, qui peuvent s'effondrer pour former des lagons. Ce phénomène, couplé au volcanisme actif, provoque par endroits de véritables mille-feuilles géologiques de strates calcaires (coralliennes) et volcaniques.
Le Vanuatu est situé sur la crête occidentale de la plaque pacifique, sous laquelle plonge la plaque australienne : ainsi, au fil de ce phénomène de subduction, l'archipel s'élève progressivement. Cette élévation se produit parfois de manière brutale à l'occasion de séismes, qui peuvent rehausser en un instant des îles entières et leurs récifs de plusieurs mètres, dessinant ainsi des paysages en escaliers, constitués de plateaux (qui sont les anciens platiers récifaux) successifs, reliés par des côtes abruptes (les anciens tombants coralliens). Le dernier événement de ce type en date a eu lieu en décembre 2018, quand la caldeira volcanique d'Ambrym s'est brutalement vidée, élevant la côte est de l'île de plus de deux mètres, et sortant brutalement de l'eau la barrière de corail. Cela explique qu'on trouve dans de nombreuses îles des traces de récifs coralliens jusqu'au sommet des montagnes.

### Climat
L’archipel connaît un climat plutôt tropical et humide caractérisé par deux grandes saisons qui se détachent l’une de l’autre : une saison chaude de neuf mois et une saison froide de trois mois avec des alizés du sud-est.
Le pays rencontre une longue saison de pluie. Les mois les plus humides et les plus chauds vont de décembre à avril, ils constituent également la saison cyclonique. Ensuite, les mois les plus secs vont de juin à novembre, également reconnus pour être la saison la plus fraîche à travers le pays. En moyenne, le pays subit des précipitations de 2 360 mm par an mais cela peut aller jusqu'à 4 000 mm dans les îles du Nord.
Le Vanuatu, reconnu comme un pays équatorial, a des températures qui varient peu tout au long de l’année en moyenne entre 20 et 32 °C. D’après les bureaux météorologiques du pays, le mois le plus chaud reste février et le plus frais est le mois d’août. La température de l’eau varie entre 22 °C durant la saison froide et 28 °C durant la saison chaude. Les températures sont plutôt basses entre avril et septembre avec des températures minimales atteignant les 13 °C. Elles s’élèvent à partir d’octobre pour atteindre environ 26 °C de moyenne.

### Risques naturels
Le Vanuatu est particulièrement exposé aux risques naturels, étant situé sur un arc volcanique majeur (qui provoque éruptions, séismes et potentiellement tsunamis), et dans une zone cyclonique importante. Pour toutes ces raisons, il est considéré par le World Risk Index (dépendant de l'Université des Nations unies pour l’environnement et la sécurité humaine) comme le pays le plus exposé aux risques naturels au monde. Une partie de ces risques sont cependant prévisibles (éruptions, cyclones) et la population y est habituée et préparée ; de même, le bâti est bas, ce qui limite la dangerosité sismique.

#### Volcanisme et séismes

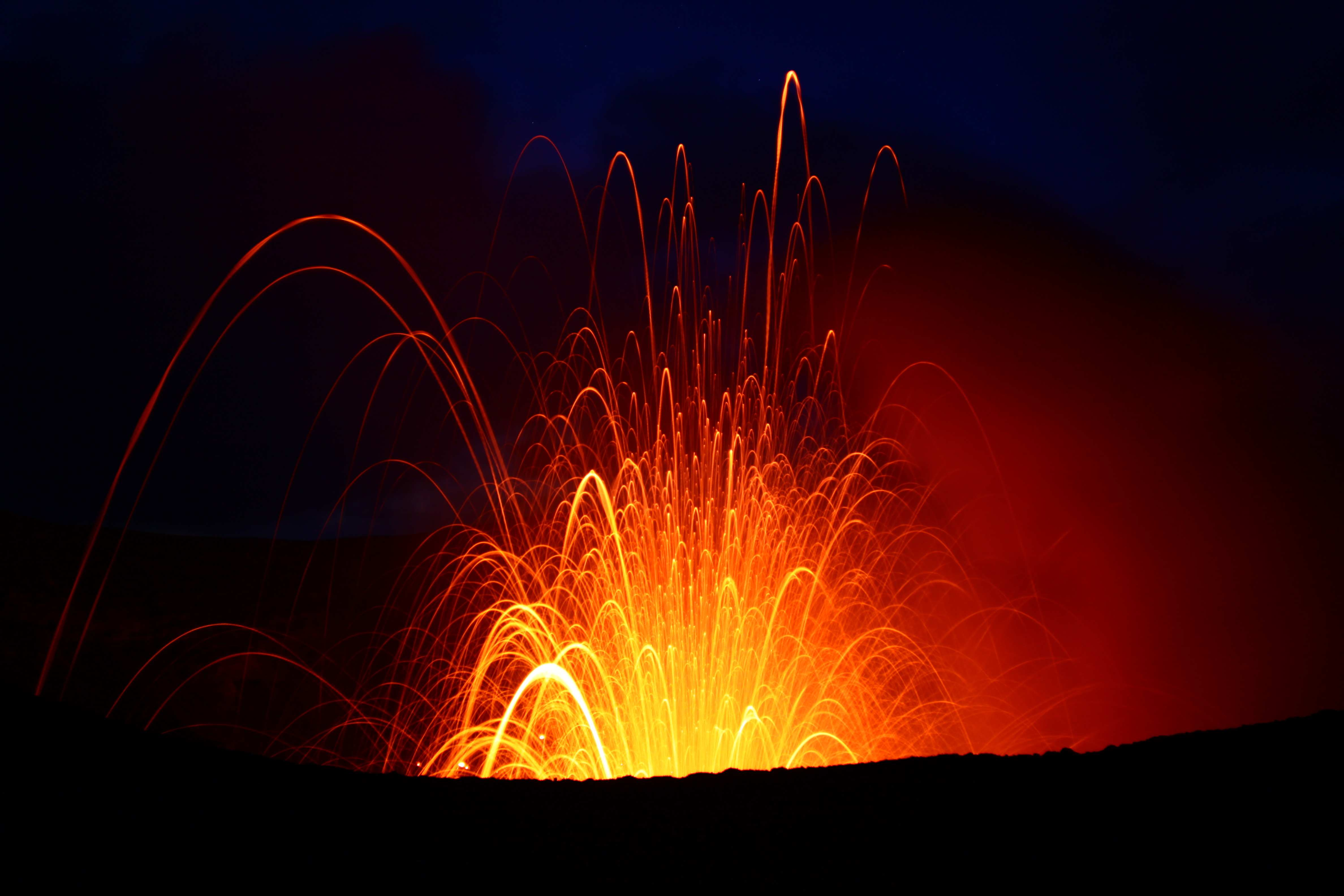
Le volcan Yasur, sur l'île de Tanna, est très actif.

Le pays est situé au sud-est de la ceinture de feu. Certaines îles volcaniques sont encore en activité, comme les îles de Tanna avec le volcan Yasur, d'Ambrym avec les volcans Marum et Benbow, de Gaua avec le mont Garet, ou encore Lombenben ou Aoba (Ambae) et Lopevi avec les volcans homonymes. D'autres volcans sont endormis, comme le Karua, volcan sous-marin situé dans la caldeira de Kuwae entre les îles d'Epi et de Tongoa. Cette caldeira, maintenant sous-marine, s'est formée lors d'une éruption cataclysmique en l'an 1452 qui a profondément modifié la morphologie des îles.
De 1975 à 2005, 11 000 séismes de force 5 à 8 ont été répertoriés. En novembre 1999, un grave tremblement de terre suivi d'un tsunami ravagea l'île de Pentecôte et laissa des milliers de personnes sans foyer. En janvier 2002, un autre puissant tremblement de terre, également suivi d'un tsunami, endommagea la capitale, Port-Vila, et ses environs. Le 8 août 2006 et le 1er août 2007, deux autres séismes se sont fait ressentir sans toutefois provoquer de dégâts majeurs ou de tsunami car trop profonds. À noter en 2007 que le séisme déplaça le pont de Luganville sur l'île d'Espiritu Santo.

#### Tsunamis
Le premier tsunami répertorié, par les missionnaires anglicans, en 1875, a concerné surtout Anatom et Erromango. En 130 ans, une quinzaine de tsunamis notables ont atteint l'archipel.
Depuis 1875, certaines îles comme Anatom et Erromango ont été touchées par des tsunamis, qui ont pour origine des séismes sous-marins, des éruptions volcaniques ou des glissements de terrain de grande ampleur. La capitale, Port-Vila, n'est pas à l'abri des tsunamis, comme l'a démontré celui de janvier 2002.

#### Cyclones

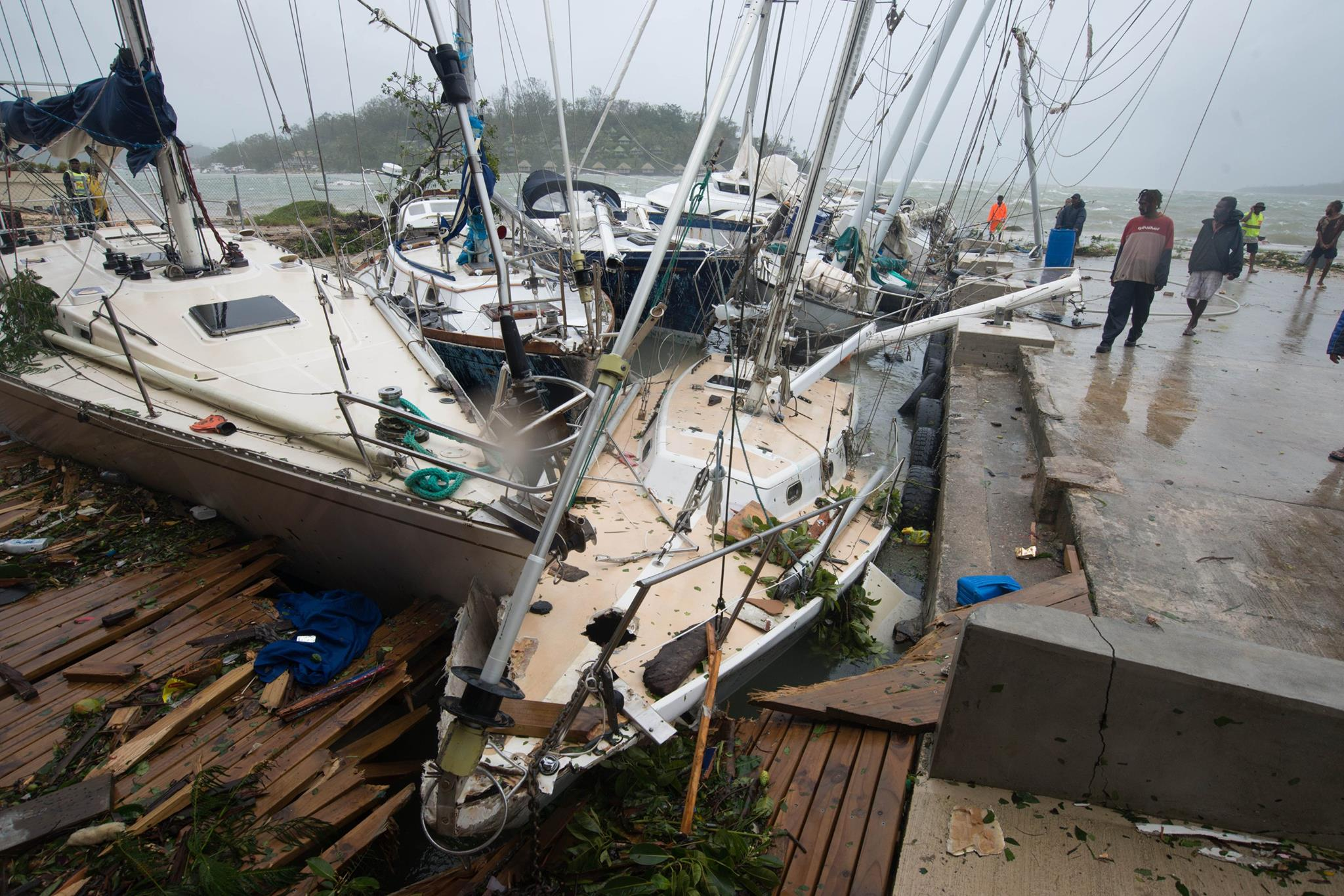
Dégâts à Port-Vila après le passage du Cyclone Pam en mars 2015.

Depuis 1940, l’archipel a été frappé en moyenne par un cyclone tous les deux ans, mais certaines années sont calmes. La saison des cyclones y dure en général du 1er novembre au 30 avril de l'année suivante, durant l'été austral. Le Vanuatu a été frappé par des cyclones dont l’intensité atteint ou dépasse les 920 hPa, La plupart d’entre eux se sont produits au cours des saisons de l’El Niño. En 1972, cinq cyclones consécutifs frappent le pays (Carlotta, Wendy, Yolanda, Gail, Diana) sans faire de gros dégâts:140. Les cyclones récents les plus notables sont : en 1987 le cyclone Uma (en), en 1997 Susan (en), en 2002 Zoe, en 2003 Ului (en) et en mars 2015 Pam, le plus violent jamais enregistré, qui a causé des dégâts majeurs, presque intégralement rasé la capitale et provoqué la mort de 16 personnes,.

## Environnement

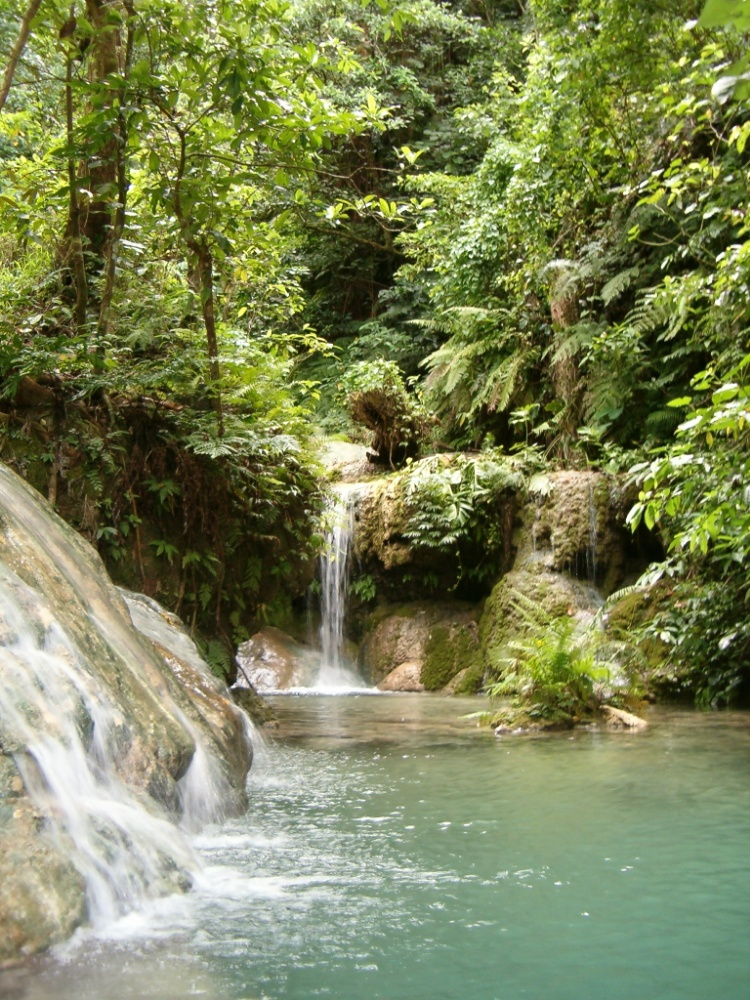
Chute d'eau et son bassin naturel.

Le Vanuatu étant un archipel, il comporte une biodiversité de végétaux et d'invertébrés importante, mais sans comparaison avec celle des continents ou des grandes îles autrefois reliées aux continents (comme la Papouasie).

### Faune, flore et biodiversité
Le pays a fait l'objet d'une expédition scientifique majeure organisée par l'équipe du professeur Philippe Bouchet du Muséum National d'Histoire Naturelle, baptisée Santo 2006 (part du programme « La planète revisitée »), visant en particulier à l'exploration de la canopée sur l'île de Spiritu Santo. Cette expédition a inventorié une vaste partie de la faune et de la flore terrestre et aquatique de l'île, et une nouvelle espèce de gecko (Lepidodactylus buleli) a notamment été décrite à cette occasion. Les autres îles sont bien moins connues, et hébergent sans doute d'autres espèces endémiques en raison de leur éloignement ancien.

#### Flore
La flore du Vanuatu prolifère dans un climat tropical humide, qui permet notamment la présence de nombreuses épiphytes comme les orchidées.
La mission Santo 2006 a recensé environ 650 espèces végétales (angiospermes, gymnospermes, fougères, mousses...) rien que sur cette île, appartenant à 366 genres différents répartis entre 140 familles. Une vingtaine de ces espèces étaient nouvelles pour la science, et probablement endémiques. Santo étant la plus grande île du pays, la biodiversité florale des autres îles doit être proportionnellement légèrement inférieure.
Cinq grands types d'assemblages ont été mis en évidence : la forêt humide de basse altitude (lowloand rain forest), la forêt des nuages (cloud forest), les broussailles (scrub/grassland/seasonal forest), la végétation pionnière, notamment sur le sols volcaniques (vegetation on new volcanic surfaces), la végétation côtière, dont les mangroves (coastal vegetation and mangroves), et la végétation secondaire et cultivée (secondary and cultivated woody vegetation).

##### Un écosystème à part: laforêt des nuages
Cette végétation luxuriante installée entre 500 et 1 000 mètres d'altitude est composée de genres typiquement montagneux tels que Metrideros, Syzygium, Weinmannia, Geissois, Quintinia, et Ascarina, on trouve aussi des individus isolés d’Agathis et de Podocarpus. On la trouve notamment sur les pentes orientales du Pic Santo et du mont Tabwemasana. Une couverture nuageuse est omniprésente pratiquement toute l'année à partir de 500 mètres sauf parfois, durant les premières heures de jour. La combinaison de cette humidité maximale, de la lumière forte et de la chaleur permettent une biodiversité et une biomasse extrêmes, et font de ces habitats de véritables oasis de vie. On trouve sur les branches des arbres de nombreuses épiphytes telles que les orchidées Dendrobium, des Astelia et des Freycinitia, et les fougères arborescentes sont nombreuses, surtout les Cyathea et les Dicksonia. Enfin, une espèce de palmier Clinostigma ne se trouve que dans la forêt des nuages d'Erromango, d'Anatom et d'Ambrym.

#### Faune marine

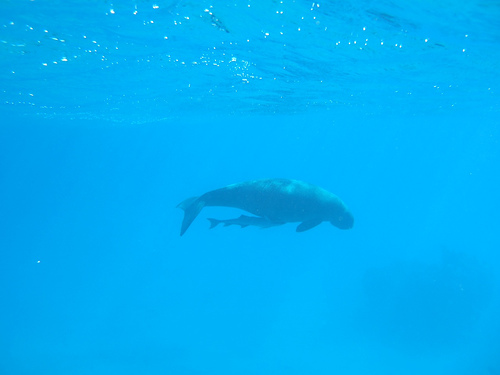
Un dugong observé à Epi. Ce sirénien est en danger d'extinction à l'échelle mondiale.

La faune marine a été principalement étudiée par la mission « Santo 2006 » menée par le Muséum National d'Histoire Naturelle de Paris, ainsi que par quelques études plus ponctuelles liées au ministère des pêches. On décompte au moins 917 espèces de poissons (vivaneaux, loches, thons, marlins, espadons, barracudas, brèmes, coryphènes, requins, raies…) (dont plus de 30 poissons des profondeurs), ainsi que 295 espèces de coraux, et un grand nombre de coquillages (572 espèces, dont 402 gastéropodes et 167 bivalves), crustacés (plus de 1 000 espèces dont des langoustes, cigales de mer, crevettes, crabes de cocotier et de palétuvier...), vers marins ou encore échinodermes (par exemple au moins 36 espèces de concombres de mer, dont plusieurs rares ou protégées).
En dehors des poissons, on retrouve plusieurs espèces de vertébrés marins d'intérêt patrimonial fort : plusieurs espèces de tortues marines (imbriquée, verte, luth, à grosse tête), le dugong et le crocodile des estuaires (à Vanua Lava).
Les cônes (mollusque appelé cone snail en anglais) et les poissons-pierre (Synanceia) sont des exemples d'animaux marins venimeux dangereux pour les humains, mais non agressifs.
La faune aquatique d'eau douce reste peu étudiée : 47 espèces de poissons et 29 de crustacés sont cités dans rapport de l'expédition Santo 2006.

#### Faune terrestre
Les seuls mammifères terrestres d'origine sont les 12 espèces de roussettes, ou chauves-souris, dont 4 sont frugivores (Pteropus fundattus, Pteropus tonganus, Pteropus anetianus, Notopteris macdonaldi). La roussette blanche (Pteropus anetianus) est endémique. Cette chauve-souris est très importante pour les forêts tropicales car elle pollinise et dissémine les différentes espèces d’arbres. Elles se nourrissent du nectar, des pollens et des fruits.
Tous les autres mammifères ont été importés par l'Homme : le chien, le cochon, le rat, la souris, la chèvre, des bovins, des chevaux, des chats. On pense que l’espèce du petit rat de Polynésie est endémique, mais les rats communs ont été introduits avec les Européens.
Parmi les reptiles, il existe 19 espèces de lézards, dont 13 de scinques (dont 3 endémiques) et 7 de geckos. Parmi les reptiles endémiques, on trouve le « flowerpot snake », qui n’existe qu’au Vanuatu. Une espèce d'iguane (Brachylophus fasciatus) a été introduite dans les années 1960 depuis les Fidji, ainsi que deux espèces de serpents, le boa du Pacifique et le serpent aveugle, tous inoffensifs.
Les invertébrés sont nettement plus nombreux, avec 2 179 espèces d'insectes répertoriées en 1999, dont 55 de sauterelles, 10 de termites, 366 d'abeilles & guêpes, 304 de scarabées, 364 de papillons. Les espèces de fourmis de quelques îles du Vanuatu étaient cataloguées par E.O. Wilson. 150 espèces d'araignées ont été recensées par la mission Santo 2006, rien que sur cette île.

#### Oiseaux

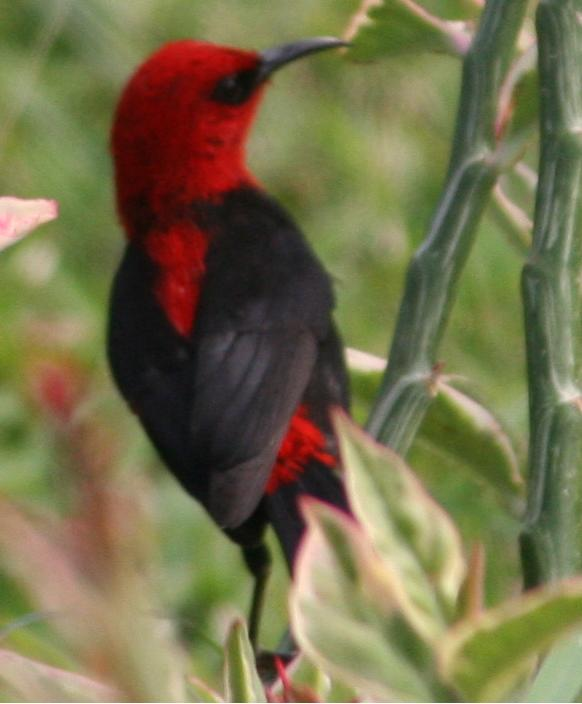
Myzomèle cardinal (Myzomela cardinalis), un oiseau endémique de Mélanésie.

L'avifaune (l'ensemble des oiseaux) du Vanuatu se compose selon l'inventaire actuel de 178 espèces, qu'ils soient de mer, de littoral ou de l'intérieur des terres, dont 48 pour la seule Santo. 11 sont endémiques et ne se trouvent nulle part ailleurs dans le monde (Mouette, Carpophage géant (nautou), loriquet, méliphage…). 10 sont introduites (coq sauvage, coq doré, merle des Moluques, moineau, bengali rouge, donacole). On compte quelques rapaces comme le faucon pèlerin (Falco peregrinus), mais il existe aussi d'autres oiseaux dans l'archipel, comme les perruches, le Loriquet à tête bleue (Trichoglossus haematodus) et le Lori des palmiers (Charmosyna palmarum).

### Menaces directes
D'après le gouvernement et les ONG locales, les principales menaces pesant sur la biodiversité (notamment marine) du Vanuatu sont les cyclones, la surpêche, la mortalité du corail (par blanchissement corallien ou invasions d'étoiles de mer corallivores), la pollution et le développement touristique mal contrôlé.
Le centre-ville et l'hôpital central de Port-Vila ne sont pas équipés en station d'épuration, et rejettent directement leurs eaux usées dans la zone de front de mer et la baie d'Ekasup, entraînant une pollution préoccupante de l'environnement.

### Changement climatique
Les îlots et les zones tropicales et subtropicales sont plus sensibles aux variations climatiques, c’est le cas de l’archipel du Vanuatu, particulièrement exposé aux cyclones et à la montée des eaux (de l'ordre de 0,8 cm/an, contre une moyenne globale de 0,3 cm/an).
Les impacts environnementaux observés et attendus du changement climatique sur le Vanuatu sont les suivants : « la hausse du niveau de la mer, l'augmentation probable de la fréquence et de la gravité des phénomènes météorologiques extrêmes (cyclones tropicaux, tsunamis, séismes…), et un accroissement de la variabilité des précipitations, avec une alternance de périodes très sèches et très humides. Le changement climatique est susceptible d’affecter tous les secteurs de l’Archipel, en particulier l'agriculture, l'eau ainsi que les ressources côtières et marines ».
Deux régions du Vanuatu attirent particulièrement l’attention. La première est le site de Lotew (ou “Lataw”), dans l’île Tegua situées dans l’archipel des îles Torrès, au nord du Vanuatu. La seconde zone est la lagune Lungharegi séparant deux îles (Lo et Linua) de l’archipel des îles Torrès. En effet, faisant face à de nombreuses inondations, la communauté de 39 habitants du site de Lotew a été délocalisée en 2004 sur les hauteurs de l’île, ce qui leur a valu l'appellation médiatique de « premiers réfugiés climatiques », même si la montée du niveau des océans n'est que très marginalement responsable de la situation. Bien que ce phénomène persistât depuis 1997 à la suite d'un séisme, les habitants ne voulurent pas de suite déplacer leur village, car ils ne désiraient pas se distancer de leur source d’eau douce, indispensable à la vie quotidienne. Une autre problématique est l’avancée rapide d’une lagune séparant deux îles et détruisant les plantations de cocotiers, ravageant ainsi tous les arbres sur des centaines de mètres et rendant les zones des villages marécageuses. Les effets sont directs sur l’agriculture, qui est le secteur de subsistance pour 80 % de la population rurale de l’archipel du Vanuatu (environ la moitié de la population). Les inondations persistantes nuisent sans cesse aux cultures, affectant ainsi la sécurité alimentaire de ces populations rurales. Les impacts du réchauffement climatique affectent également ces populations sous plusieurs aspects, notamment de sa santé : « La plupart des impacts du changement climatique sur les systèmes physiques écologiques et sociaux affecteront la santé humaine, en raison les modifications des rendements alimentaires, de la qualité de l'eau, des modèles infectieux, de la qualité de l'air, de la cohésion sociale et des revenus domestiques. » En effet, les tsunamis, cyclones et zones marécageuses sont propices à l’augmentation des taux de maladies infectieuses telles que la dengue, la filariose, etc. De plus, dans les pays en développement, le secteur agricole n’a pas accès aux nouvelles technologies, qui permettraient notamment une alternative à leur agriculture, ce qui rend les agriculteurs moins aptes à s’adapter aux variations climatiques et accentue cette insécurité.
En 1988, le Programme des Nations unies pour l'environnement (PNUE) et l’Organisation météorologique mondiale (OMM) créent le Groupe d'experts intergouvernemental sur l'évolution du climat (GIEC). Celui-ci fait son premier rapport en 1990 prévenant notamment des conséquences du réchauffement telles que la montée des niveaux de mers et l’inondation progressive des îlots. Avec son passé, et son statut de NNA, Les îles Vanuatu ont une plus grande flexibilité au niveau des affaires internationales, ce qui leur permet de placer des thèmes tels que le réchauffement climatique au cœur des débats politiques. Néanmoins, pour les pays développés qui favorisent l’économie à l’environnement, le réchauffement climatique ne constitue pas une situation de crise comme elle peut l’être pour les îles. Parmi les îles-nations tentant d’amener cette problématique dans l’agenda des politiques internationales afin d’en articuler leurs préoccupations, l’archipel Vanuatu en fut un élément clé et un chef de file. C’est le cas notamment de la conférence sur les îles Marshall en 1989 dont le mot d’ordre était plutôt : « We don't have time to wait for conclusive proof. The proof, we fear, may kill us »,. Pour conclure, lors de la 4e édition des Journées européennes du développement, après la signature de l’échange de notes confirmant l’appui de l’AMCC au Vanuatu, M. le Premier ministre Edward Natapei énonça dans son discours : « Il est urgent de prendre des mesures pour éviter un impact génocidaire sur les petits États insulaires. Nous ne pouvons pas faire face seuls aux défis liés au changement climatique ».

## Histoire

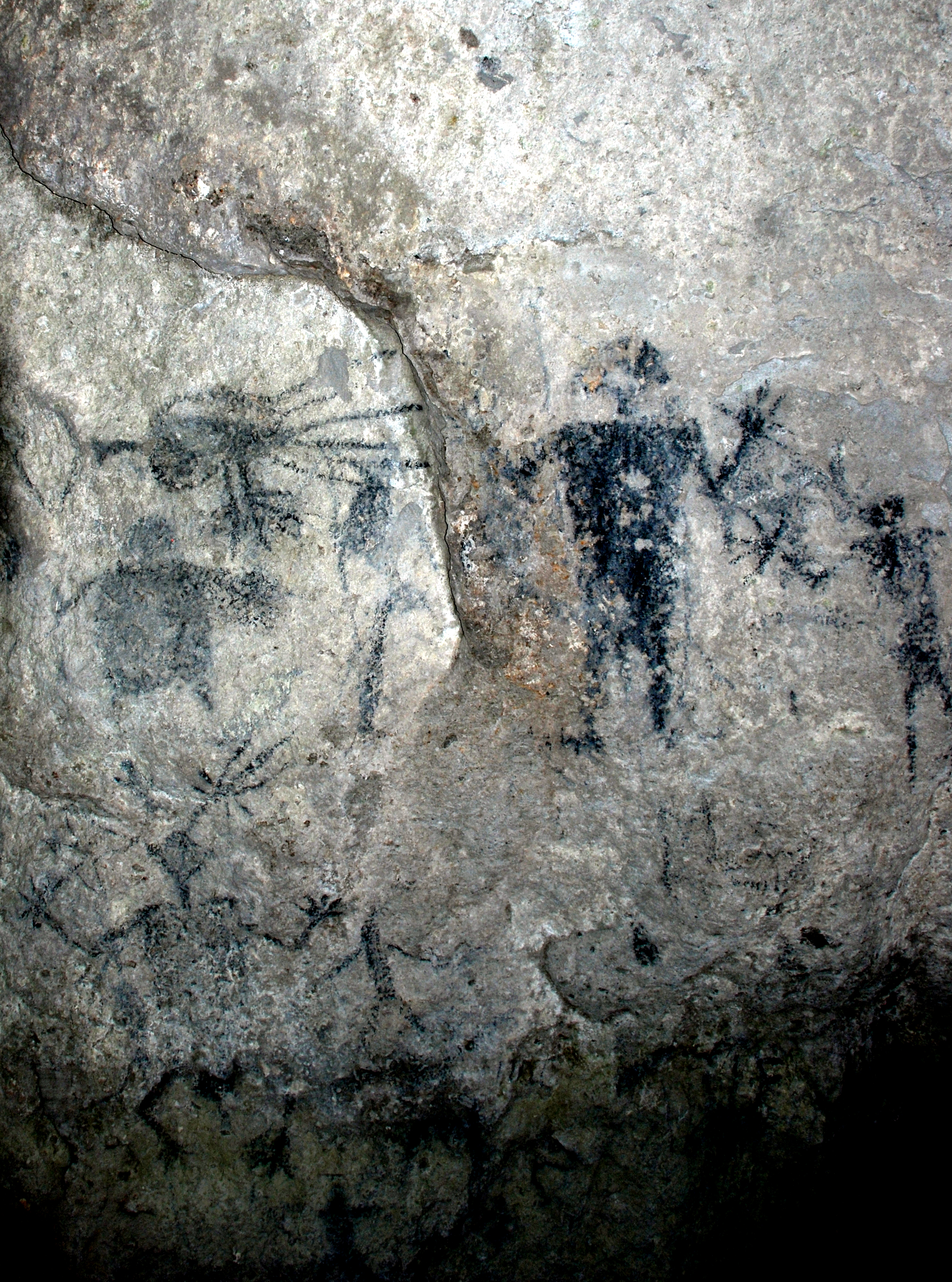
Peintures rupestres de la grotte de Fele, Lelepa.

### Peuplement initial
Les premiers hommes atteignent l'archipel du Vanuatu vers 1100 av. J.-C. : c'est en effet la date correspondant aux plus anciens vestiges humains de l'archipel, découverts sur le site de Teouma (en). Les premiers habitants sont austronésiens – apparentés aux populations modernes des Philippines ou d'Indonésie – et porteurs de la culture Lapita. Cette première vague de population a un profil génétique de type asiatique ; plusieurs siècles plus tard, apparaîtra un second génotype mélanésien, reflétant des migrations provenant de Nouvelle-Guinée,.
Le profil génétique du Vanuatu résulte essentiellement du métissage entre ces deux populations, austronésienne et mélanésienne, déployé sur plusieurs siècles.
Les 138 langues indigènes du Vanuatu appartiennent toutes à la famille austronésienne, plus précisément au groupe océanien ; elles descendent donc toutes de la même langue ancestrale, le proto-océanien – langue associée à l'histoire de l'expansion Lapita. En somme, si l'apparence physique des Ni-Vanuatu les rapproche aujourd'hui plus des populations papoues de Nouvelle-Guinée, leurs langues ont préservé clairement la trace de leurs origines austronésiennes, ancrées historiquement à Taïwan.
Par ailleurs, le Vanuatu comprend également plusieurs exclaves polynésiennes. Ces populations sont également issues de la civilisation Lapita (et donc d'origine austronésienne), mais elles se sont installées plus récemment dans l'archipel, en provenance du triangle polynésien (Tonga, Samoa) situé plus à l'est. Ces migrations polynésiennes, commencées vers le XIIe siècle de notre ère, ont donné lieu aux communautés modernes des îles de Futuna, Aniwa, Emae, Fila et Mele.
Autant que l'on sache, le Vanuatu n'a jamais constitué un « pays » unifié avant l'arrivée des Européens : les grandes îles elles-mêmes étaient divisées en tribus plus ou moins rivales et extrêmement indépendantes, parlant des langues distinctes sans intercompréhension, avec des cultures différentes. L'une des rares tentatives d'unification à échelle inter-insulaire est celle du dirigeant Roy Mata, qui prit place à une époque incertaine entre le XIIIe et le XVIIe siècle, et dont le royaume s'étendait, à la fin de sa vie, sur le centre de l'archipel d'Efate à Epi ; sa tombe monumentale a été exhumée en 1967. Son empire ne lui a pas survécu, mais son épopée est restée dans les mémoires.

### Explorations et découvertes européennes

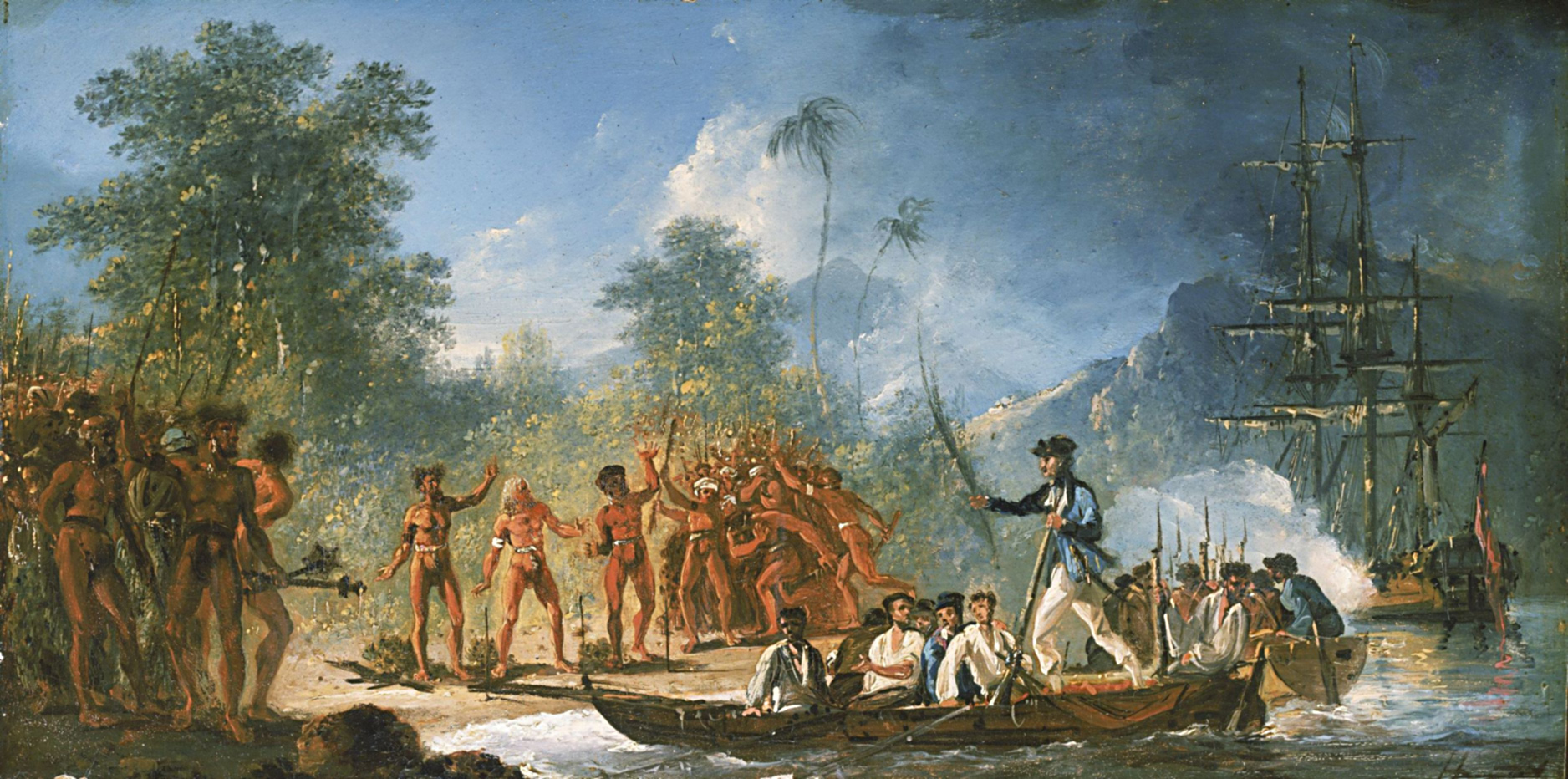
L'arrivée de James Cook sur l'île de Tanna, en 1774.

Le premier explorateur européen à atteindre l'archipel est le Portugais Pedro Fernandes de Queirós en 1606, qui aborde pour le compte de l'Espagne à Espiritu Santo, qu'il nomme ainsi, croyant avoir découvert le continent austral. Bougainville redécouvre en 1768 Espiritu Santo et les îles situées plus à l'est ; il nomme l'ensemble « Grandes Cyclades ». James Cook fait le tour complet de l'archipel en 1774 et lui donne son nom pour deux siècles, « Nouvelles-Hébrides ». Jusqu'aux années 1830, l'archipel n'est l'objet d'intérêt que pour les explorateurs. Ses 200 000 habitants vivent dans des groupes humains de petite taille, très indépendants les uns des autres.

### Mise en exploitation et colonisation européenne

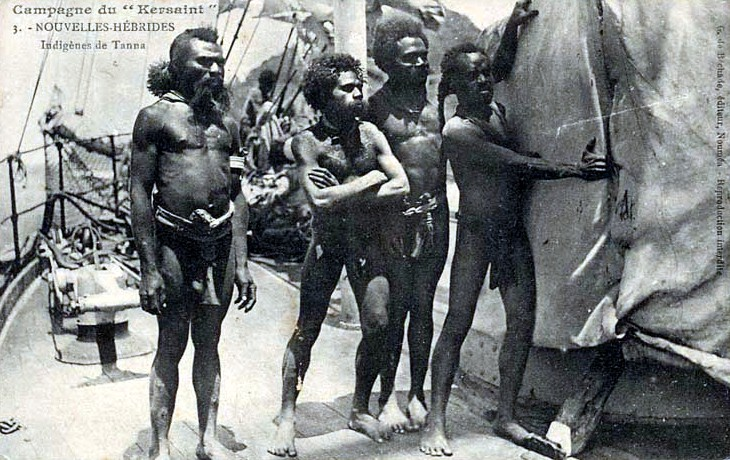
Habitants de Tanna dans les premières années du XXe siècle.

Blason du Condominium franco-anglais des Nouvelles-Hébrides.

Au XIXe siècle, l'arrivée de missionnaires et, de 1840 à 1860, l'exploitation du bois de santal, forment deux types de contacts bien différents pour les indigènes. Dans les années 1860 se met en place, à travers les îles de Mélanésie, un trafic de main-d'œuvre connu sous le nom de Blackbirding. Des Européens viennent s'approvisionner en main-d’œuvre, usant souvent de méthodes coercitives, acheminant leur cargaison humaine vers les plantations du Queensland, des Fidji, et de la Nouvelle-Calédonie.
À partir des années 1880, des colons, majoritairement anglais et français, s'installent. La population indigène se met à décroître dès cette période, du fait à la fois des recrutements massifs du Blackbirding, et d’épidémies qui déciment la population.
Malgré l'action volontariste de certains promoteurs des intérêts coloniaux, ni la France ni le Royaume-Uni ne se résolvent à annexer l'archipel. En 1887, un statut provisoire dit « commission navale mixte » est mis en place afin d’y maintenir l'ordre dans l'archipel

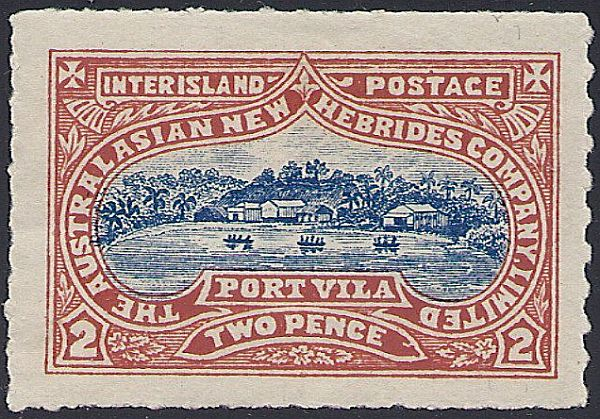
Timbre de 1897.

Mais ce n'est qu'en 1906 qu'est signé par les deux puissances le régime colonial définitif des îles : le condominium des Nouvelles-Hébrides.
À l'origine provisoire, ce régime, instituant une duplication de la majeure partie des instances et services sur l'île, perdure et finit par être accepté par les colons de diverses nationalités. Dans un premier temps, il est peu favorable aux indigènes[pourquoi ?].
Durant la Seconde Guerre mondiale, les Nouvelles-Hébrides sont la première colonie française à rallier de Gaulle, et une base arrière importante pour les Américains, qui utilisent notamment Luganville comme base de transfert, y accumulant une grande quantité de matériel militaire dont une partie fut laissée sur place après l'armistice. Dès juin 1940, les Britanniques prennent en mains le condominium, et à partir de juillet toutes les Nouvelles Hébrides sont gérées par le Royaume-Uni seul, jusqu'en 1945. Dès septembre 1940, les militaires Français de la France Libre sont reconnus par les Britanniques aux Nouvelles-Hébrides. Des militaires Américains arrivent à partir de novembre 1942 aux Nouvelles-Hébrides, à la suite de l'attaque japonaise sur Pearl Harbor qui signe leur entrée en guerre dans le Pacifique. En juillet 1944, avec l'instauration du gouvernement provisoire de la République Française du Général de Gaulle après la libération de la France, les Britanniques accueillent les administrateurs militaires Français de la France Libre. En octobre 1945, les civils français de la colonie française de Nouvelle-Calédonie (dont par exemple, des pêcheurs) seront autorisés à reprendre contacts et visiter les Nouvelles-Hébrides. En 1946, la continuité et la suite du Condominium  Franco-Britannique reprend pleinement, comme avant juin 1940.

### Indépendance
Durant les années 1960 et sous l'influence du mouvement décolonial, les Néo-Hébridais cherchent à obtenir davantage d'autonomie. Deux partis voient le jour au début des années 1970 : 
- d'un côté Nagriamel, mené par le chef coutumier Jimmy Stevens, mouvement rural, décentralisé et fondé sur la coutume, basé à Santo et composé en bonne partie de francophones de culture catholique, bientôt soutenu par la France.
- de l'autre, le Vanua'aku, mené par le pasteur anglican Walter Lini, mouvement plus occidental, fondé sur la religion, basé à Efaté, composé essentiellement de protestants anglophones, vite soutenu par le Royaume-Uni et l'Australie[61].

Malgré les réticences britanniques et françaises, un référendum est organisé en 1979, et l'indépendance est finalement proclamée le 30 juillet 1980. Le nouveau nom de « Vanuatu » remplace rapidement la dénomination européenne. La capitale devient Port-Vila (qui sera également le siège de l'aéroport international et, rapidement, la capitale économique), éclipsant progressivement Luganville. Les années 1980 sont marquées par l'instabilité politique, et la situation politique demeure relativement précaire jusque dans les années 2000.

### Situation récente
Alors que la francophonie est en plein essor, le Vanuatu cherche à renforcer ses liens avec la France et ses collectivités du Pacifique. Sous l'égide de plusieurs Premiers ministres français, de bonnes relations sont nouées au cours des dernières années, profitant de la proximité de la Nouvelle-Calédonie, partenaire économique majeur du Vanuatu. Des accords entre la France et le Vanuatu sont signés régulièrement, ce qui constitue pour le Vanuatu un atout régional et international. L'un des principaux points de désaccord entre les deux pays concerne les deux îlots Matthew et Hunter, deux minuscules îlots inhabités à plusieurs centaines de kilomètres au sud du Vanuatu, possession française (rattachée à la Nouvelle-Calédonie) mais revendiquées par le Vanuatu, car riches d'une énorme zone économique exclusive marine.
Après avoir été longtemps le premier bailleur de fonds du Vanuatu, la France tend, à partir des années 2010, à s'effacer derrière l'Australie, elle-même de plus en plus concurrencée par la Chine. Désormais le nouvel État fait l'objet d'un consensus favorable, d'une solide reconnaissance internationale et a acquis une confiance qui permet de mettre en place un dialogue diplomatique constructif.
Afin de faire face aux conséquences du réchauffement climatique, le gouvernement du Vanuatu coordonne une série de mesures d'adaptation (nouvelles races de porcs et de végétaux, emplacement des infrastructures, etc.) à travers le ministère de l'adaptation au changement climatique créé en 2013.

## Politique

### Gouvernement
Le Vanuatu est une république parlementaire multipartite, où le président est élu au suffrage indirect pour cinq ans et est le chef de l'État. Son rôle est avant tout représentatif. Le Premier ministre est le chef du gouvernement et ses ministres disposent du pouvoir exécutif. Le pouvoir législatif est exercé par une chambre unique de 52 membres renouvelée au suffrage universel direct tous les quatre ans, tandis que le pouvoir législatif est partagé entre le gouvernement et le parlement. Le système judiciaire, indépendant, est basé sur les droits britannique et français.
Nikenike Vurobaravu est président depuis le 23 juillet 2022 et Charlot Salwai est Premier ministre depuis le 6 octobre 2023.
Il existe 13 partis politiques (actuels) au Vanuatu, les principales formations politiques depuis les élections législatives de 2020 étant le Vanua'aku Pati, le parti Terre et Justice (GJP), l'Union des partis modérés (UPM, francophone) et le Mouvement de réunification pour le changement (francophone).
Le droit de vote est accordé à tous les citoyens de plus de 18 ans. La politique locale est complexe, entre l'économie et la société globale en mouvement et 80 % des habitants suivant toujours un mode de vie traditionnel. Port-Vila n'est pas épargnée par les rivalités tribales. À titre d'exemple, un faisceau de branchages sur l'emplacement prévu pour un supermarché dans la rue principale de la ville indique un site tabou à cause d'une dispute entre clans sur le droit de propriété du site, que nul tribunal de style occidental ne saurait résoudre. C'est aux anciens de le faire, avec un travail social de fond. Cela peut prendre des dizaines d'années.

### Diplomatie
Il y a 5 représentations diplomatiques du Vanuatu à l'étranger : 4 consulats (Australie, France, Nouvelle-Calédonie et Nouvelle-Zélande) et une ambassade (Chine). À l’inverse, au Vanuatu, on dénombre 6 représentations diplomatiques de l’étranger : il y a 4 consulats (Australie, Belgique, Philippine et Suède) et 2 ambassades (France et Chine). En 2023, les États-Unis ont annoncé prévoir l’ouverture d’une ambassade au Vanuatu.
Cependant, selon le site embassypages, il y aurait plus de 7 consulats (Hong Kong, Liban, Malaisie, Pays-Bas, Roumanie, Singapour et Sri Lanka) et 2 ambassades (Belgique, Fidji) du Vanuatu à l’étranger. Cette même source ajoute également 5 consulats (Allemagne, Autriche, Espagne, Fidji et Italie) et 2 ambassades (Nouvelle-Zélande et Royaume-Uni) de l’étranger au Vanuatu.

#### Relations avec l'Australie
La relation entre l'Australie et le Vanuatu est décrite par les deux gouvernements comme « ancienne, solide, durable et multiforme ». Dès 1983 (soit trois ans après l'indépendance), l'Australie et le Vanuatu ont lancé ensemble un programme de coopération de défense.
L'Australie a été un temps la plus grande source d'investissements directs étranger au Vanuatu, principalement dans les domaines du développement touristique, de l'agriculture et de la construction. Depuis 2008, le Vanuatu envoie des travailleurs saisonniers en Australie dans le cadre du programme pilote sur les travailleurs saisonniers, et l'Australie est le principal pourvoyeur de touristes dans l'archipel.
Ainsi, la relation entre l'Australie et le Vanuatu est fondée sur des valeurs et des aspirations communes, mais aussi sur la méfiance envers l'influence de la Chine sur les îles du Pacifique. En janvier 2019, le Premier ministre australien Scott Morrison a visité le Vanuatu pour réaffirmer sa méfiance envers l'influence de la Chine sur la région mélanésienne ; cette visite d'un premier ministre australien fut une première historique, marque de l'importance que l'île-continent accorde à cette problématique.

#### Relations avec la Chine
La relation diplomatique officielle entre la Chine (république populaire de Chine, RPC) et le Vanuatu a été établie le 26 mars 1982 et le gouvernement du Vanuatu a établi en Chine un consulat honoraire en 1999, devenu ambassade officiellement en 2005.
En 2006, le gouvernement du Vanuatu a signé un accord de coopération économique avec la Chine : cet accord assiste le développement économique du Vanuatu et supprime les droits de douane sur les importations en provenance du Vanuatu. Les Chinois représentent actuellement une minorité importante au Vanuatu, et particulièrement prédominante dans certains secteurs-clef de l'économie, ce qui fait craindre aux alliés historiques du Vanuatu une emprise progressive du géant sur ce jeune et minuscule pays.
Dans le cadre général d'une conquête progressive du Pacifique et de ses ressources, la Chine prend une place croissante dans les investissements au Vanuatu, et bâtit notamment de nombreux bâtiments spectaculaires et surtout très visibles, qu'il s'agisse de son énorme et austère ambassade, du gigantesque Palais des Congrès qui domine Port-Vila (et n'a encore jamais eu d'utilité réelle), et plusieurs des bâtiments ministériels, en échange d'une dette colossale qui inquiète certains analystes.

#### Interventions auprès de l'ONU
Le gouvernement dépose en 2022 un projet de résolution afin d'obtenir un avis consultatif de la Cour Internationale de Justice sur le changement climatique et les droits de l'homme, après une demande de "Traité de non prolifération des énergies fossiles".

### Polémique

#### L'Affaire des pierres sacrées
En 2015, un scandale éclate dans la presse locale mettant en lumière l'achat de 11 pierres sacrées par un collectionneur français. Les pierres datant de plusieurs centaines d’années étaient classées en tant qu'objets d'art. L’enquête menée déclare que les pierres ont été achetées légalement aux villageois mais cette affaire a relancé le débat sur le trafic d'objets d'art au Vanuatu.

#### L'Affaire des passeports
Le Vanuatu s'est rendu célèbre en étant un des principaux vendeurs mondiaux de passeports de complaisance.
En janvier 2021, une enquête du The Guardian révèle que plus de 2 000 personnes ont acheté des passeports du Vanuatu (établis en un mois pour 130 000 dollars et sans nécessité de se rendre sur place), et avec eux un accès sans visa à 130 pays, parmi lesquels tous les États de l'Union européenne ainsi que le Royaume-Uni. Parmi les acheteurs, on trouve de nombreux fugitifs, criminels, escrocs, dirigeants sulfureux ou hommes d'affaires troubles.
Près de 116 millions de dollars ont ainsi été récoltés, dont une grande partie serait utilisée pour effacer la dette grandissante du Vanuatu.

## Transports

### Transport aérien

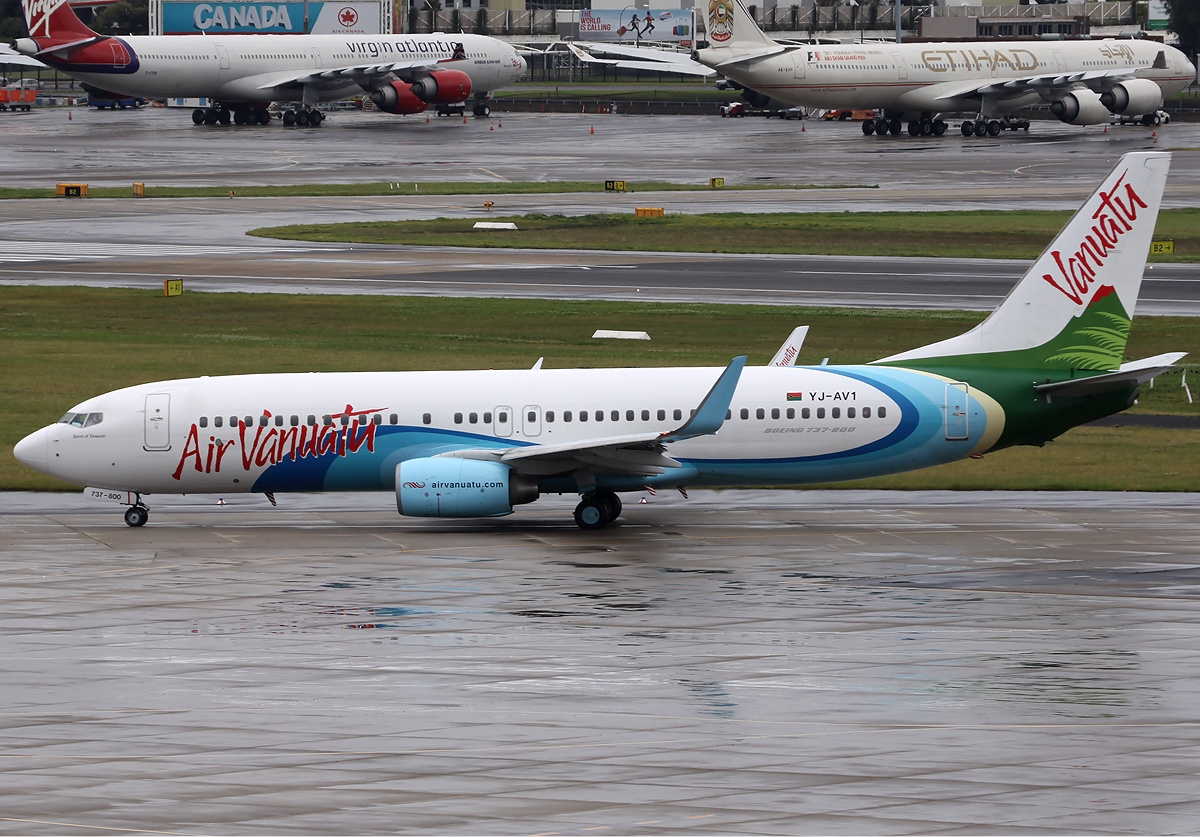
Air Vanuatu Boeing 737-800

Le Vanuatu dispose de 29 aéroports et aérodromes:294 :
- 3 internationaux : Bauerfield (Port-Vila), Pekoa (Luganville), White Grass (Tanna) ;
- 26 intérieurs, avec pistes aux revêtements en corail ou en herbe.

### Transport maritime

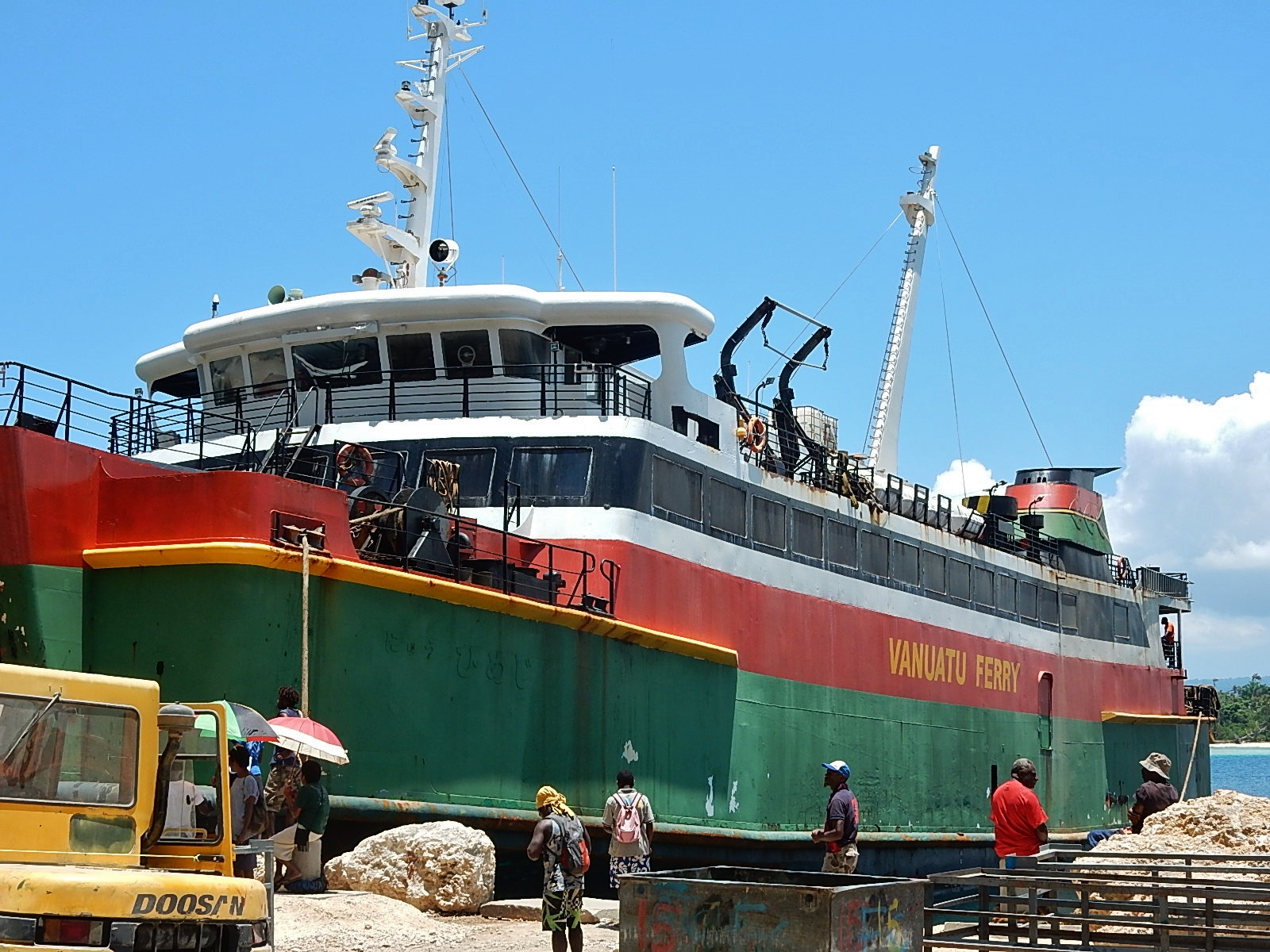
Vanuatu Ferry

Il existe 22 ports, dont cinq sont ouverts au trafic international : Lenakel (Tanna), Litzlitz (Malekula), Sola (Vanua Lava), Loltong (Pentecôte), Anelgaohat (Aneityum):293.
Les bateaux de croisière ont, en 2016, cinq escales autorisées, dont Port-Vila, Luganville et Champagne Beach (en).
Le transport inter-îles par bateau existe, plusieurs bateaux assurent des liaisons régulières : Big Sista et Vanuatu Ferry au départ de Port-Vila.

### Transport terrestre
Le gouvernement prélève une taxe routière et charge le service des Travaux Publics de l'entretien des routes nationales.
En 2010, on estime le réseau routier à 1 558 km : 439 de piste non revêtue, 1 024 de piste revêtue, 95 de route goudronnée:292.
Le transport en commun principal à Port-Vila est le bus (taxi en commun sans itinéraire précis), qui peut transporter une douzaine de personnes avec leurs marchandises:291.

## Communications et médias

### Téléphonie et Internet
Le service téléphonique est apporté par TVL et Digicel.
L’accès à l’Internet est apporté par TVL, Telsat Broadband, Digicel et Wantok qui utilisent différentes technologies de connexion : ADSL, WiMAX, 4G et fibre. Un câble sous-marin installé en janvier 2014 relie le Vanuatu aux Fidji.
Environ 35 % de la population ont accès à Internet en 2022.
Le gouvernement a installé un intranet pour fournir les services de messagerie, téléphone et vidéo-conférence dans tout le pays.
Le Vanuatu devient le 185e membre de l’Organisation mondiale de la propriété intellectuelle (OMPI) en décembre 2011.

### Médias

#### Presse
Le gouvernement possède un journal hebdomadaire, le Vanuatu Weekly. Le principal journal du pays est toutefois son unique quotidien, le Vanuatu Daily Post, journal indépendant qui constitue de fait l'organe de presse de référence du pays,. Le Vanuatu Daily Post, fondé en 1993 et publiant uniquement en langue anglaise, a lancé en 2008 un hebdomadaire en langue française, L'Hebdo du Vanuatu, à destination des Vanuatais francophones, y compris ceux expatriés en Nouvelle-Calédonie voisine.
L'entreprise Trading Post Ltd, qui possède le Vanuatu Daily Post, possède également deux magazines spécialisés : Vanuatu Business Review (presse économique et financière) et Life & Style (mode).
D'autres hebdomadaires indépendants incluent le Port-Vila Presse et The Vanuatu Independent.

#### Télévision et radio
La Vanuatu Broadcasting and Television Corporation (VBTC) est la société de radiodiffusion publique du pays, et diffuse en bichelamar, la langue nationale pidgin, et autrefois en anglais et en français, sur Television Blong Vanuatu - l'unique chaîne nationale de télévision, fondée avec l'aide de Radio France internationale. La VBTC opère également Radio Vanuatu, Studio 5 North (radio, uniquement à Luganville) et Paradise FM (radio, chaîne commerciale publique, à Port-Vila et à Luganville),.
Il existe également des chaînes de radio privées, notamment Capital FM 107 à Port-Vila, et 96 BUZZ FM, qui appartient au même groupe de médias que le Daily Post.

## Économie

### Généralités
Le développement économique est gêné par la faiblesse des exportations, la vulnérabilité aux catastrophes naturelles et par les grandes distances entre les îles et les deux villes du pays. Trois îles seulement sont équipées d'un réseau électrique, mais le pays entend se doter intégralement dès 2030 d'électricité d'origine solaire.
La France, l'Australie et la Nouvelle-Zélande sont les principaux fournisseurs de l'aide étrangère.
Selon l'indice de développement humain (IDH), le Vanuatu occuperait le rang 140 (sur 191) avec un IDH de 0,607. La liste des pays par PIB nominal le place en position 180 sur environ 200, en 2013, selon le FMI. La liste des pays par PIB (PPA) par habitant le place en position 181 sur 188, en 2013, selon le FMI. La liste des pays par PIB nominal par habitant le place en position 125 sur 184, en 2013, selon le FMI. En 2016, le pays fait partie des 48 PMA (pays les moins avancés). Toutefois le pays est réputé comme l'un des plus heureux de la planète, et le Happy Planet Index le plaçait en première position sur 178 pays en 2006, en deuxième en 2019.

### Agriculture

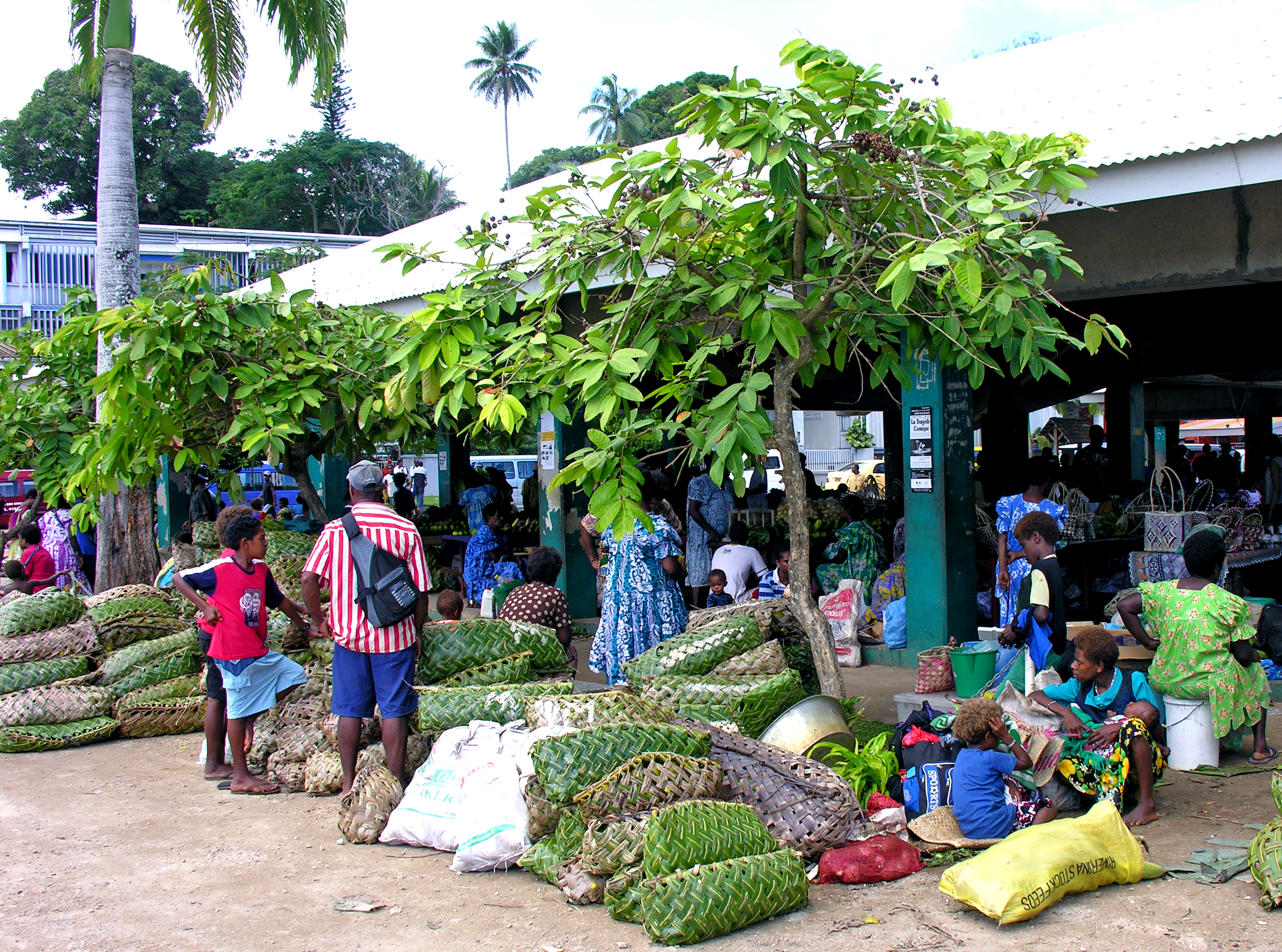
Le marché central de Port-Vila.

Pour 65 % de la population qui vit dans les zones rurales de l'archipel, l'économie est basée principalement sur une agriculture et une pêche de subsistance à l'échelle de petits villages. Les principales plantes alimentaires de base domestiquées sont le taro, l'igname, le kava (première culture de rente du pays), le bananier, l'arbre à pain, la canne à sucre, le naviso (Saccharum edule), le vellier (Barringtonia edulis), le nangaillier (Canarium indicum), le chou des îles (Abelmochus manihot), le sagoutier (Metroxylon sagu).
Le Vanuatu exporte également des produits de qualité, comme la vanille (panifolia), le poivre (blanc ou noir), le café (de Tanna) et le kava. De nombreux agriculteurs ont abandonné les cultures vivrières et se tournent vers les revenus de la culture du kava, exporté pour la consommation récréative et l’industrie pharmaceutique. Le cacao est également une autre culture d’exportation. L'élevage fournit une viande réputée de bœuf. Chaque famille rurale élève si possible des cochons et de la volaille.
En 2007, la valeur (en millions de vatu - monnaie officielle du Vanuatu), pour les produits agricoles, a été estimée pour différents secteurs et produits : kava (341 millions de vatu), coprah (195 millions de vatu), bétail (135 millions de vatu), cultures potagères (93 millions de vatu), cacao (59 millions de vatu), sylviculture (56 millions de vatu), pêche (24 millions de vatu) et café (12 millions de vatu).

### Pêche

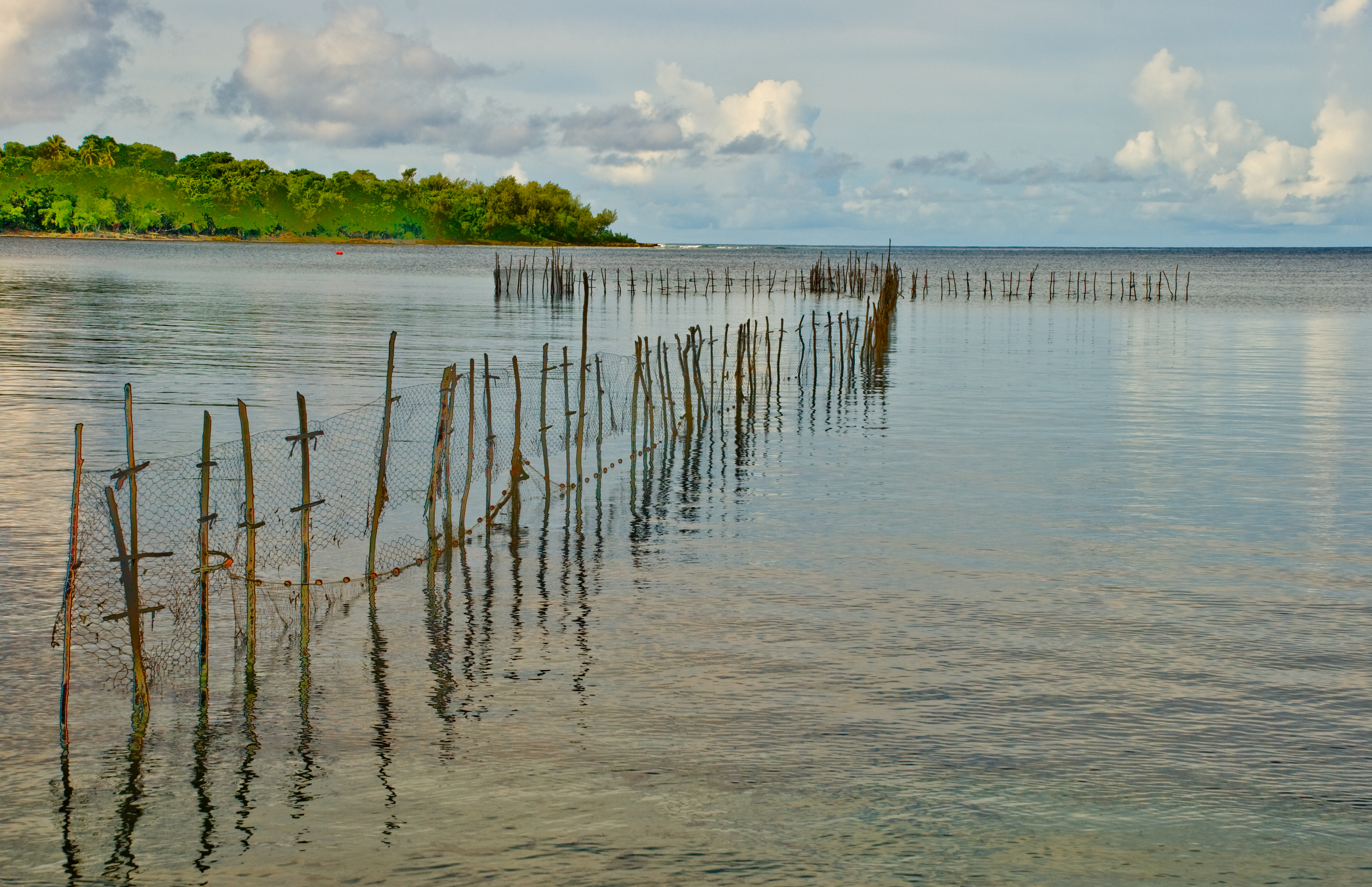
Trappe à poissons, Pango, Efate, Vanuatu.

Dans les premières années de l’indépendance, le gouvernement de Walter Lini a montré une forte détermination à développer l’exploitation des ressources halieutiques du Vanuatu, pour renforcer la sécurité alimentaire du pays et ainsi diminuer sa dépendance économique vis-à-vis de l’extérieur. De plus, la pêche permettait de varier l’économie dans les îles en mettant en exploitation un nouvel espace économique avec les pratiques halieutiques traditionnelles couplées à une pêcherie moderne. Cette révolution bleue s’est finalement traduite par un fiasco, c'est-à-dire l’arrêt des actions ou activités de la SPFC à Santo. Quant au développement de la pêche artisanale, il a été victime de son succès initial : « trop de groupements de pêche non rentables en raison d’un manque d’assistance technique solide ».
La pêche hauturière a autrefois exporté surtout du thon (jaune, obèse et germon), puis de la bonite. La pêche vivrière commercialise seulement la moitié de sa production.
D’après les chiffres du Vanuatu Statistics Office, en 2006 77% des ménages étaient impliqués dans le secteur de la pêche au sens large, incluant la préparation et la revente de poisson et produits de la mer, qui constituent une importante source de protéines animales. La pêche commerciale au Vanuatu est pratiquée à la fois par des bateaux locaux de pêche hauturière et des bateaux nolisés de pêche sportive pour la pêche à la ligne hauturière et le chalutage pour les espèces pélagiques. Les principaux sites de pêche commerciale de subsistance et côtière sont les îles de Port Vila, Luganville, Santo et Mallicolo.
Port Vila est le plus important port commercial, qui voit transiter la majorité des produits issus du commerce international, ainsi que les exportations de poisson. Les pêches au Vanuatu sont gérées par le ministère de la pêche en vertu de la loi no 2 de 1989 sur la pêche depuis 1983, le Vanuatu participe au programme de pêche artisanale et de subsistance en collaboration avec le Département des pêches et l’IRD.
L’aquaculture est également importante puisque le Vanuatu compte de nombreuses fermes aquacoles. Avec le stock sauvage de bénitiers géants épuisé, le pays a cherché des investisseurs dans l'élevage de l'espèce. Le gouvernement est disposé à offrir des allègements fiscaux aux investisseurs étrangers dans ce secteur ainsi que dans la culture de la crevette. La crevette, ainsi que le chanos, les huîtres et le mulet sont d’autres possibilités de pisciculture.
Le Département des douanes est responsable des bateaux de pêche et de sport en activité au Vanuatu. La pêche sportive dans le pays a fait l’objet de nombreux investissements ces dernières années pour promouvoir le tourisme. Les forfaits de pêche au gros et d’exploration sous-marine se sont ainsi considérablement développés. Lors de la pêche sportive au thon ou au wahoo, la capture est soit étiquetée et relâchée, soit fournie aux villageois locaux. Les autres options de pêche incluent les crevettes et les anguilles dans les rivières, la pêche au harpon, la plongée à la langouste en apnée ; ou voyager dans les lacs de cratère pour les crevettes et les anguilles.
Les femmes jouent également un rôle important au cours des pêches aux côtés des hommes principalement à travers la pêche à pied dans les eaux peu profondes situées près des côtes. Avec des filets maillants, elles capturent des mangrous qui sont très demandé. Elles sont impliquées dans la collecte des coquillages, à la capture des poissons et au piégeage des langoustes, ainsi que des concombres de mer et des crabes de vase.

### Industries et mines
Les dépôts de minerai sont négligeables : essentiellement un peu de soufre volcanique et d'anciennes mines de manganèse, ainsi que, plus marginalement, du cuivre, du plomb et de l'aluminium. Le pays n'a aucun gisement connu de pétrole.
L'industrie est peu développée : seule une petite industrie légère approvisionne le marché local.

### Tourisme

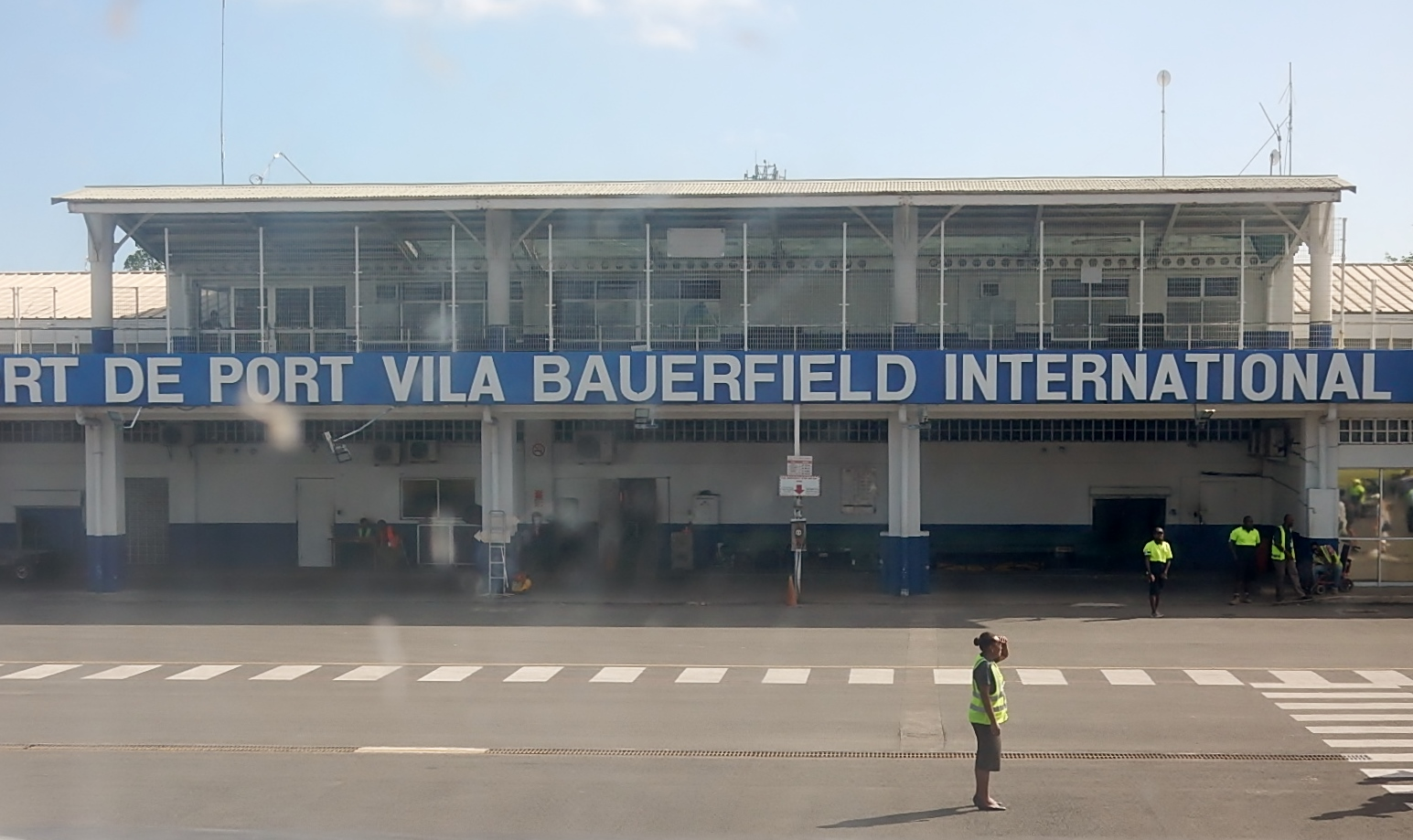
Aéroport Port-Vila, Vanuatu.

La croissance du PIB était inférieure à 3 % par an en moyenne durant les années 1990 : vers la mi-2002, le gouvernement a intensifié ses efforts en vue d'augmenter le tourisme et de générer ainsi un secteur économique porteur. L'augmentation de la fréquentation touristique date surtout de 2005, Année du Tourisme : vols supplémentaires, escales de croisières, complexes hôteliers, école d'hôtellerie, écotourisme… Les touristes sont principalement australiens, américains, néo-zélandais et néo-calédoniens. Les pics sont les mois de juillet, septembre et décembre.
En 2010, la barre des 100 000 visiteurs est atteinte. Le tourisme au Vanuatu s'adresse plutôt à une clientèle aisée, et de nombreux touristes proviennent de bateaux de croisière en escales.
Selon le Vanuatu National Statistics Office, les arrivées de visiteurs internationaux par avion étaient de 115 634 en 2018 et de 120 628 en 2019, dont 80% de vacanciers. Les bateaux de croisière (au nombre de 70 en 2019) ont apporté quant à eux 234 567 touristes en 2018, et 135 357 en 2019. Ces voyageurs viennent à 52% d'Australie, 13% de Nouvelle-Zélande, 12% de Nouvelle-Calédonie, et seulement 7% d'Europe, 5% du Pacifique insulaire, et 4% de Chine. Les touristes arrivés par avion restent en moyenne entre une et deux semaines, et ont majoritairement entre 30 et 50 ans. En dehors d'Efaté (où se trouve l'aéroport), les îles les plus visitées sont Tanna et Santo, avec plus de 10 000 visiteurs par an chacune.
Les atouts du Vanuatu sont nombreux : mer et soleil, climat, volcans, cénotes, produits locaux, plongées, pêche au gros, sorties en mer, tours aériens, culture et traditions, villages culturels, treks, navigation de plaisance, équitation, golf, calme, gentillesse et hospitalité…

#### Principaux sites touristiques

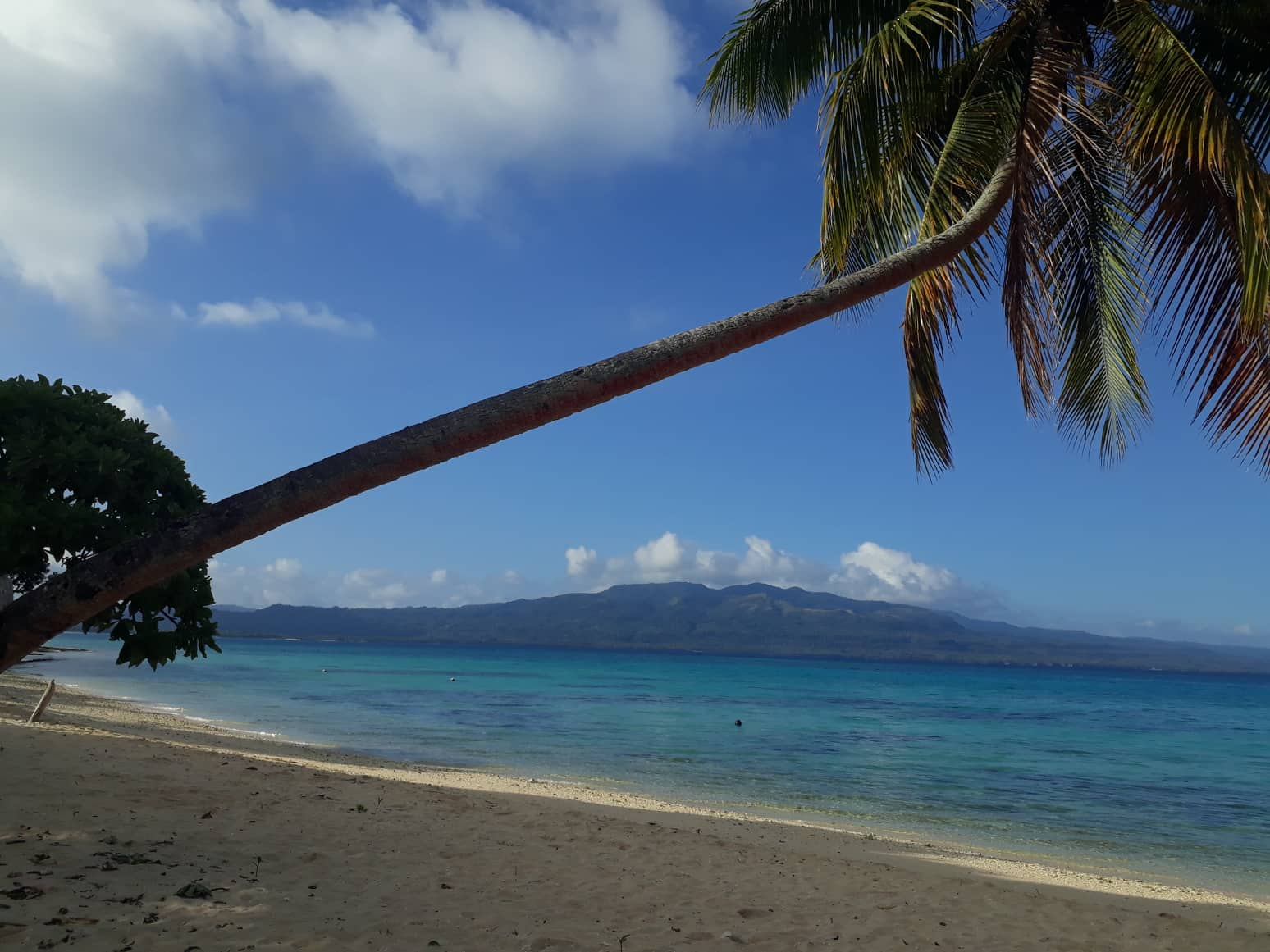
La plage de Werearu, sur l'île de Pelé.

Parmi les sites touristiques les plus célèbres, on compte, du nord au sud : 
- Le SS President Coolidge, une des épaves sous-marines les plus grandes et les plus accessibles au monde (paquebot armé pour la guerre de près de 200 m de longueur et 25 m de largeur), situé à Luganville, sur l'île d'Espiritu Santo[95].
- Million Dollar Point, une plage célèbre depuis que l’armée américaine y a coulé tout son matériel de guerre à la fin du second conflit mondial, pour une valeur de plusieurs millions de dollars, à Luganville, Espíritu Santo ; cet endroit est devenu un site de plongée et de baignade insolite[96], où l'on peut voir les bateaux coulés, les tanks, l'artillerie et d'autres équipements militaires historiques[97].
- Millennium Cave, la plus grande grotte du Vanuatu avec une rivière souterraine, situé dans le centre-sud de Santo[98].
- Les nombreux « blue holes » d'Espíritu Santo, curiosités géologiques en forme de larges puits naturels aux eaux cristallines[99],[100]. Le plus proche de Port-Vila est appelé « Blue lagoon »[101].
- Plusieurs petites îles accueillent aussi des touristes comme celle de Pelé (au nord d'Éfaté), lauréate du prix du meilleur circuit en 2005, et l’un des circuits soumis à l’inscription aux Awards du tourisme 2015-2016, récompensé par Evergreen comme le meilleur tour récréatif[102].
- Les nombreuses plages de sable blanc aux eaux turquoise comme Champagne beach (élue la 36e plus belle plage du monde en 2018[103],[104]) ou Port Olry[105].
- De très nombreuses cascades comme Mount Hope Waterfall (Santo)[106], Rarru Rentapao (Éfaté)[107] ou les cascades de Mele (Éfaté)[108].
- Plusieurs villages traditionnels accueillent des touristes pour leur présenter leur culture, comme le village d'Ekasup, près de Port-Vila, sur Éfaté[109].
- La biodiversité marine du Vanuatu est également un atout touristique, avec des espèces marines rares telles que le dugong ou le nautile, et une grande diversité de coraux et de poissons coralliens. Les touristes peuvent se familiariser avec cet environnement dans des centres spécialisés comme le Reef Vanuatu Zoological[110],[111].
- Le grand marché de Port-Vila fait également partie des endroits prisés des touristes, riche en fruits et légumes exotiques et avec une partie restauration[112]
- Le Vanuatu Cultural Centre est l'institution culturelle nationale de Vanuatu, destiné à la découverte des cultures autochtones traditionnelles du Vanuatu sous leurs différents aspects, du dessin au sable à la musique, les savoirs autochtones et la coutume, situé au Saralana Park, à Port-Vila (Éfaté)[113].
- De nombreux volcans tel que : « Lac Manaro » sur l’île d'Ambae, « Mt Garet » sur l’île de Gaua, « Mt Marum et Benbow » sur l’île d'Ambrym, « Lopevi » sur l’île de Lopevi et « Yasur » sur l’île de Tanna, le volcan le plus populaire et le plus facilement accessible. Il attire chaque année des milliers de touristes sur l'île de Tanna, y compris les producteurs du film Tanna qui a conduit l'île, son volcan et le Vanuatu aux Oscars et a été nommé pour un prix 2017 Meilleur film en langue étrangère[114].

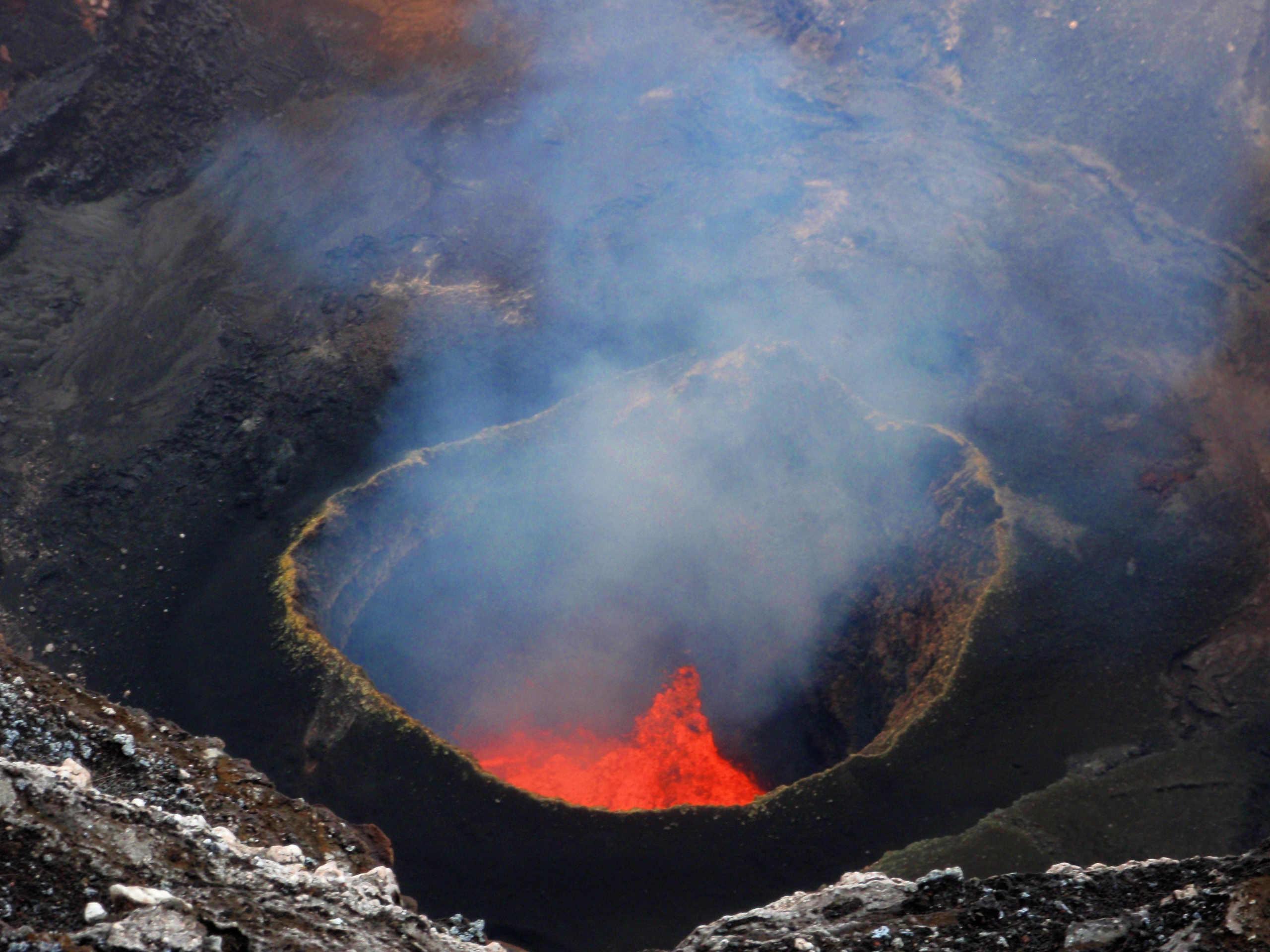
Lac de lave dans le cratère du Marum, -septembre 2009.
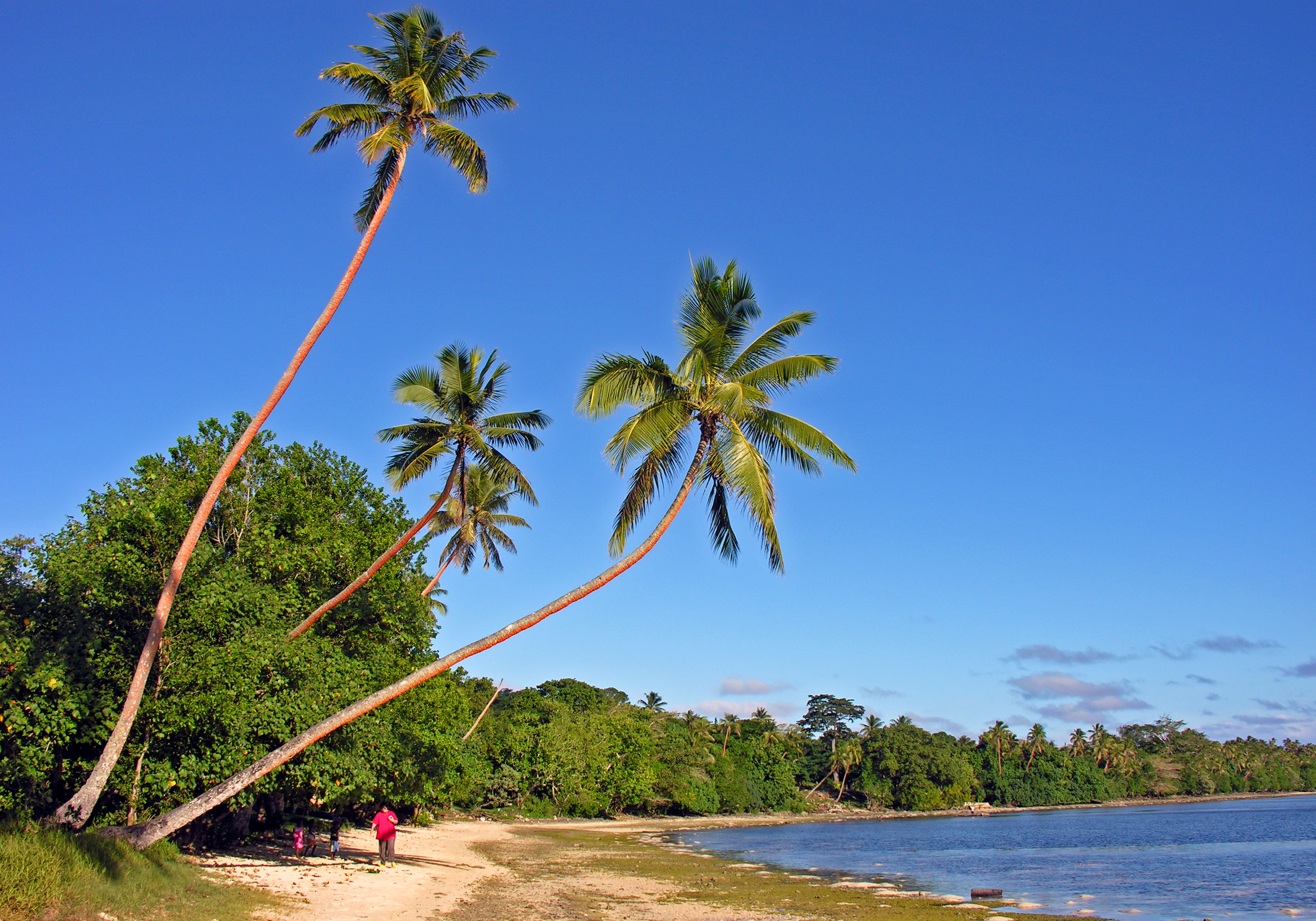
Plage d'Erakor, Éfaté.
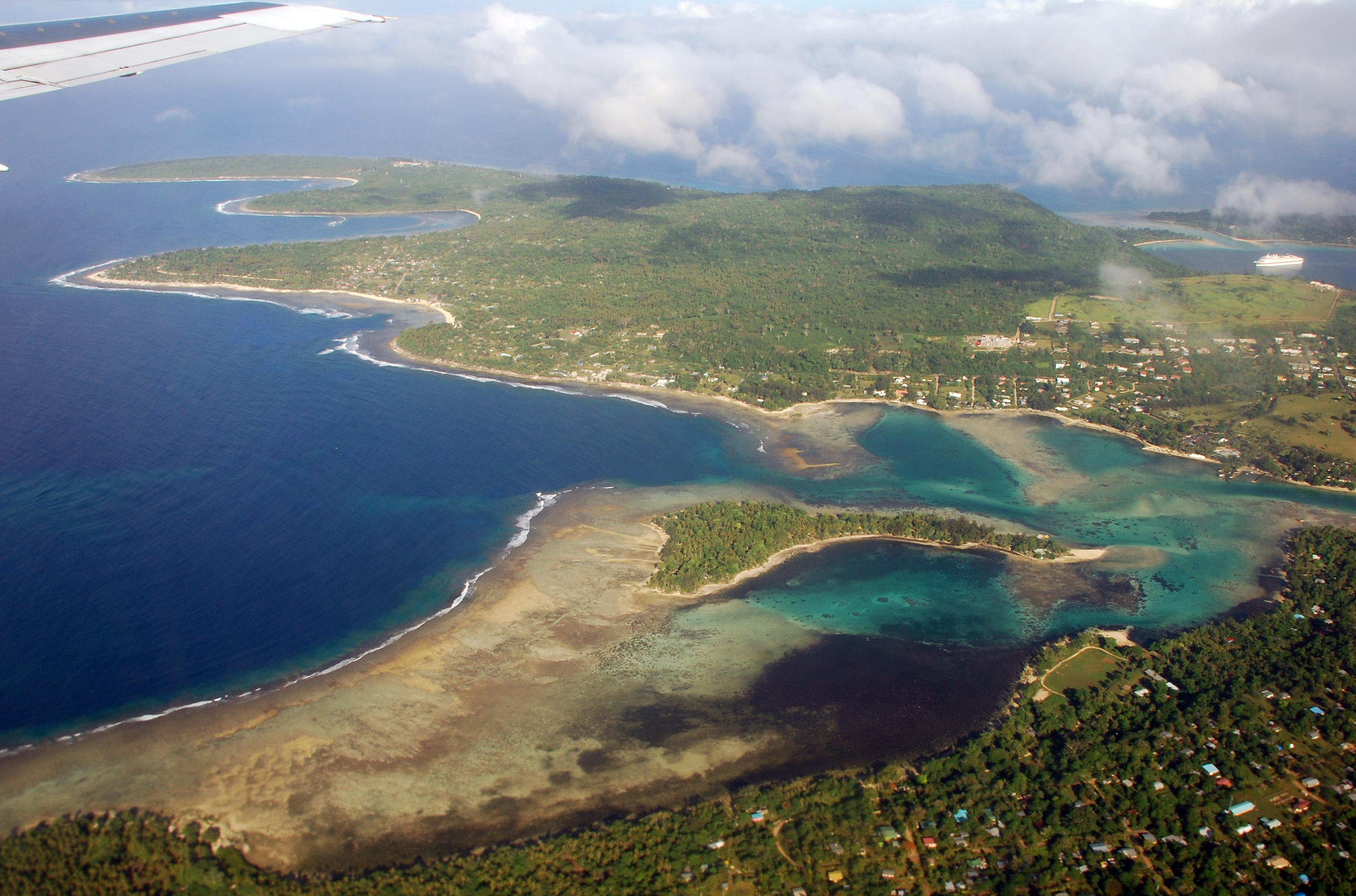
Installations touristiques et récif de corail à Erakor, Éfaté.
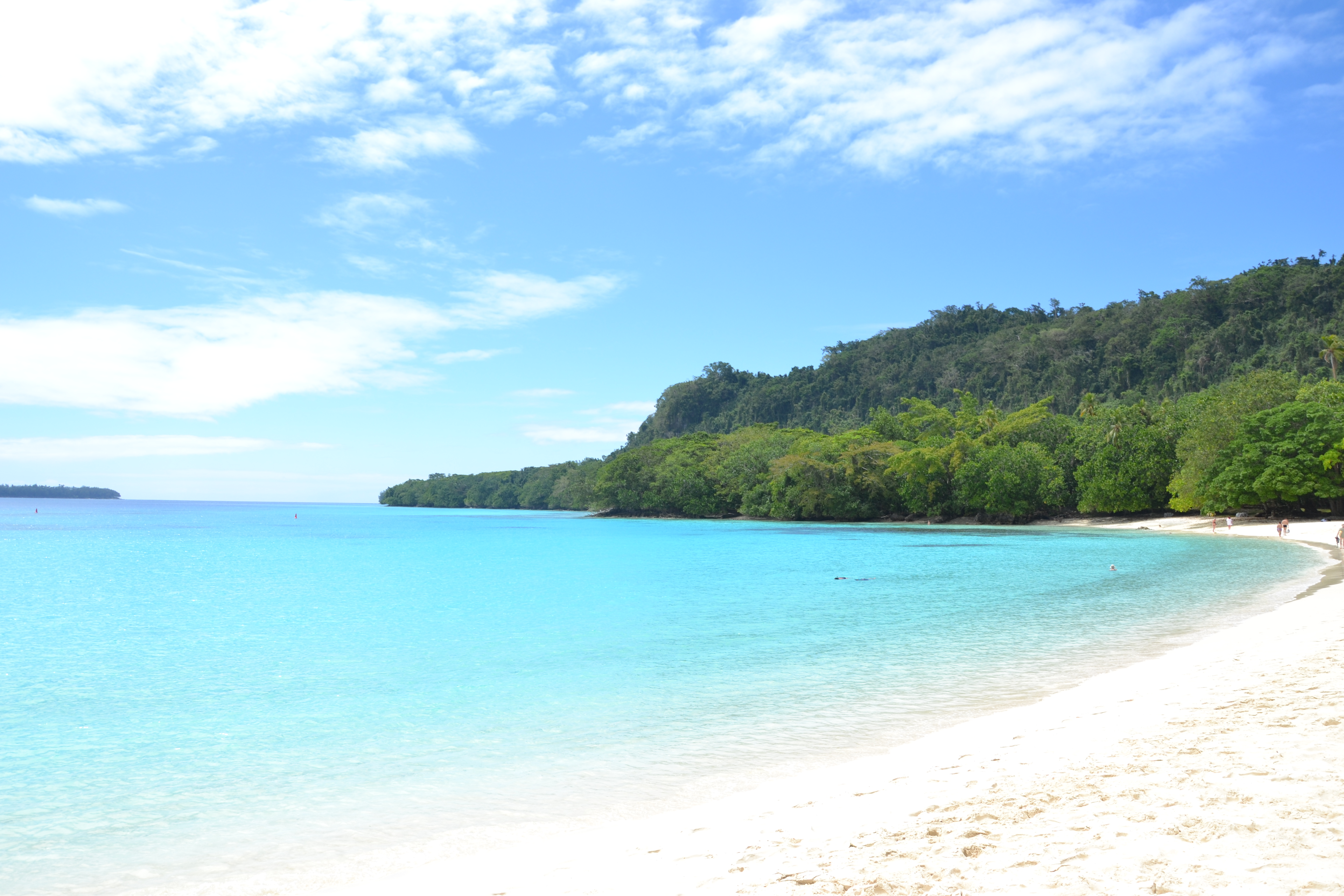
La plage de Champagne beach, sur Espiritu Santo.
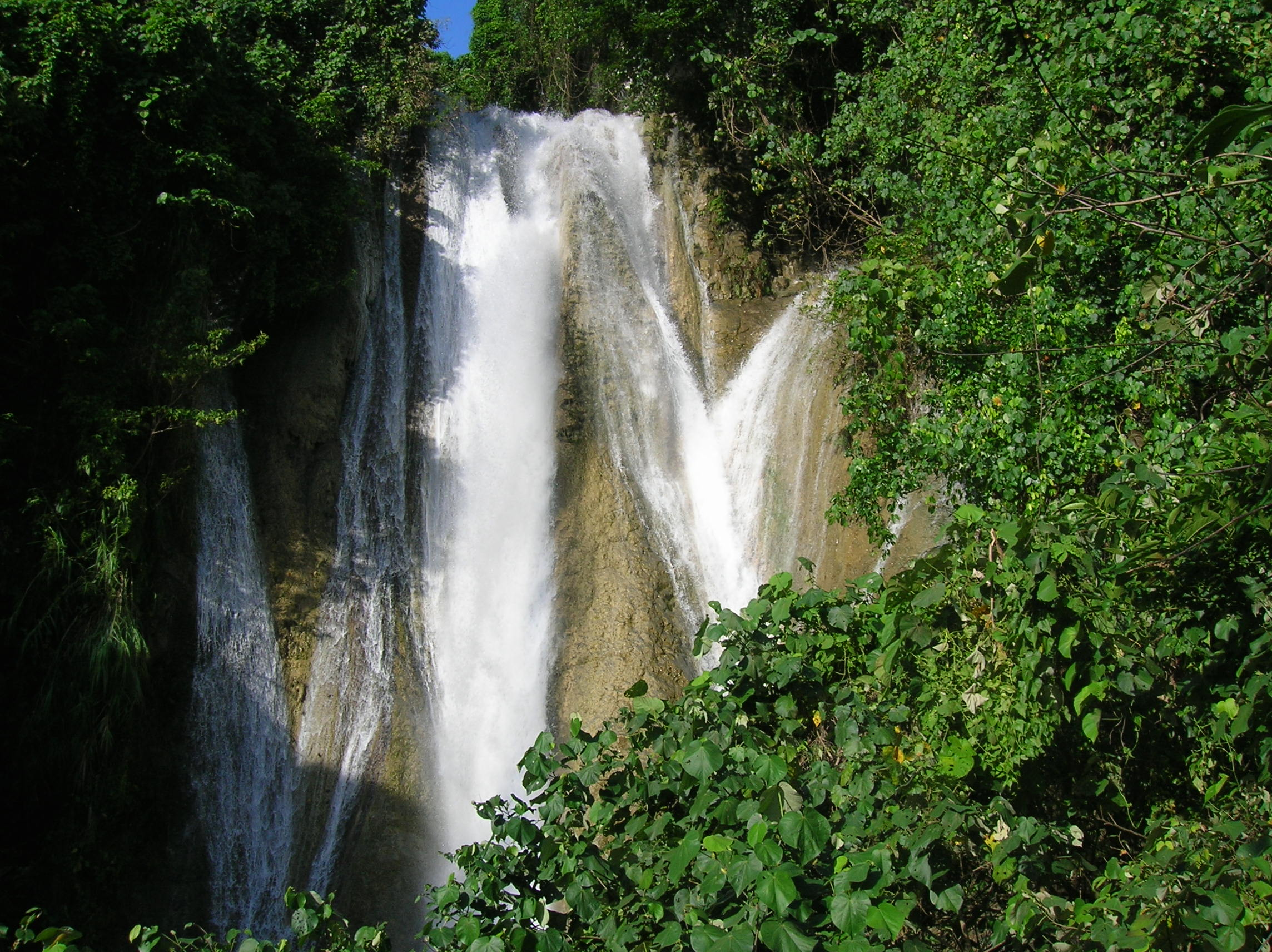
Cascade de Vanuu (île de Pentecôte)

### Fiscalité
Au Vanuatu, il n'y a aucun impôt sur le revenu, aucune retenue d'impôt à la source, aucun impôt sur les plus-values, aucun droit de succession et aucun contrôle des changes. Il existe une forme de taxe à la valeur ajoutée, et les recettes fiscales proviennent principalement de droits de douane.
Le Vanuatu est donc un paradis fiscal qui ne fournit pas à d'autres gouvernements ou agences d'application de loi, d'informations sur les comptes financiers. La Banque populaire, par l'intermédiaire de sa filiale, la BRED, y possède une agence sous réglementation du Vanuatu. En réponse aux préoccupations venant de l'étranger, le gouvernement a promis d'améliorer la réglementation de son centre financier offshore.
Le Vanuatu est également un pavillon de complaisance, et ses navires figurent par conséquent sur la US Target List des gardes-côtes américains.

## Santé
Le Vanuatu a un climat tropical et plus de 80 % de la population vit dans des villages ruraux et isolés avec accès à leurs propres potagers et réserves de nourriture.
L'espérance de vie au Vanuatu est de 67 ans pour les hommes et de 70 ans pour les femmes.

### Maladies
Aucun vaccin n’est obligatoire pour entrer au Vanuatu. Il est toutefois recommandé de prendre un traitement préventif contre le paludisme en particulier pour les séjours en dehors d’Éfaté : en dehors des deux grandes villes, un paludisme à Plasmodium falciparum peut être présent. Il convient de manière générale de se protéger dans la mesure du possible des moustiques, vecteurs de plusieurs autres maladies tropicales comme la dengue.
Les maladies graves les plus présentes au Vanuatu sont le Paludisme, le diabète, la tuberculose et l'hypertension, qui font l'objet de soins gratuits (pour les nationaux ou résidents).
On y trouve également, plus ponctuellement, des cas d'IST (anciennement « MST »), de malnutrition infantile, oreillons, rubéole, rougeole, tétanos-diphtérie, typhoïde, hépatites A et B. Les moustiques peuvent également être vecteurs de chikungunya et de dengue.
La rage est absente du Vanuatu.
Au Vanuatu, 27 % de la mortalité infantile entre 0 et 5 ans sont dus à des maladies comme le paludisme, les diarrhées aggravées, les pneumonies. Pour les individus entre 15 et 59 ans, les principales causes de mortalité sont les maladies cardio-vasculaires (27 %), le cancer (13 %), les accidents (13 %), les maladies hépatiques (10 %), les infections (10 %), le diabète (7 %) et les maladies respiratoires (7 %). Le diabète au Vanuatu atteint particulièrement les personnes âgées de 15 à 59 ans, dont 7 % des personnes de sexe masculin et 10 % pour le sexe féminin. Les hépatites A et B sont présentes au Vanuatu, 18 % de la mortalité des adultes de sexe masculin sont dus à l'hépatite, pour 9 % des personnes de sexe féminin.

### Les hôpitaux
Il existe cinq hôpitaux publics et un hôpital privé avec 27 petits centres de santé (dispensaires) répartis dans les îles et plus de 200 postes de secours dans les zones plus reculées. Les deux principaux hôpitaux de référence sont situés à Port-Vila et Luganville.

### Démographie

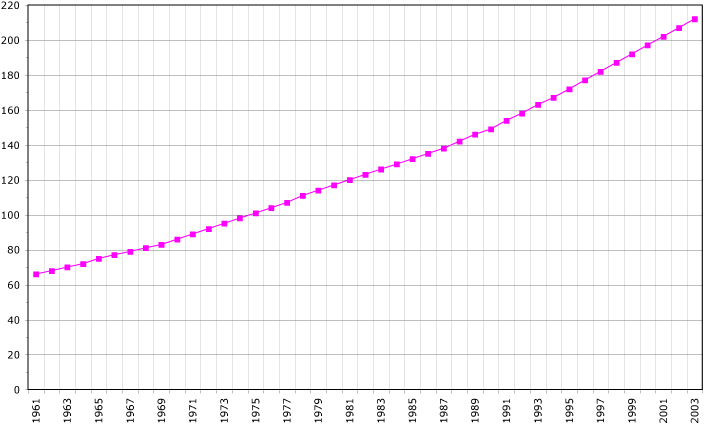
Évolution de la population entre 1961 et 2003 (chiffre de la FAO, 2005). Population en milliers d'habitants.

À l'indépendance en 1980, le Vanuatu ne comptait encore que 110 000 habitants. Au début du XXIe siècle, les 234 023 habitants du Vanuatu, ou ni-Vanuatu, sont en majorité (95 %) des populations autochtones, Mélanésiens et Polynésiens arrivés de longue date. Le reste de la population Ni-Vanuatu est composé d'autres insulaires du Pacifique, d'Européens et d'Asiatiques. En 2016, la population du Vanuatu a été estimée à 286 429 habitants par le VNSO.
Les deux seules villes du pays sont Port-Vila, la capitale, située sur Éfaté, et Luganville, sur l'île d'Espiritu Santo. Les autres implantations humaines sont de type village ou hameau : en 2009, on estimait que 76 % de la population vivaient en milieu rural.
La migration circulaire (inter-insulaire) des années 1970 s'est transformée dans les années 1980 en exode rural vers les centres urbains.

## Organisation administrative

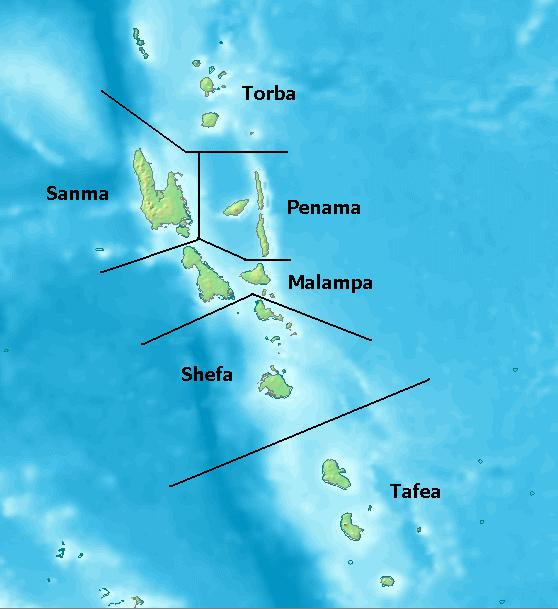
Les provinces du Vanuatu.

Le Vanuatu est divisé depuis 1994 en six provinces. Leurs noms reprennent les initiales des îles dont elles sont formées :
- Malampa (Malekula, Ambrym, Paama) ;
- Pénama (Pentecôte, Ambae, Maewo) ;
- Sanma (Santo, Malo) ;
- Shéfa (Îles Shepherd, Éfaté) ;
- Taféa (Tanna, Aniwa, Futuna, Erromango, Anatom) ;
- Torba (îles Torrès, îles Banks).

Les provinces constituent des entités autonomes dotées d'assemblées élues, les conseils provinciaux. Ces conseils sont chargés d'établir les taxes locales et la législation concernant des problématiques locales telles le tourisme, le budget provincial, et le déploiement de certains services de base. Ils sont dirigés un président élu parmi les membres du conseil et assisté par un secrétaire désigné par la commission du service public.
L'exécutif provincial est dirigé par un gouvernement local chapeauté par un fonctionnaire nommé par le Premier ministre du Vanuatu sur conseil du ministre des gouvernements locaux. Les membres du gouvernement local ont généralement des membres du parti majoritaire au conseil provincial. Comme c'est le cas pour le gouvernement national, ces exécutifs provinciaux sont conseillés en ce qui concerne les questions ayant trait à la langue et à la coutume par un conseil local des chefs. Les présidents des gouvernements locaux font partie du collège électoral chargé d'élire le président du Vanuatu.
Chaque province est subdivisée en municipalités, généralement constituées d'une seule île, dotées d'un conseil municipal dirigé par un maire élu parmi les membres.
Depuis 2015, l'anglais est la seule langue proposée dans le système éducatif, le français n'étant déjà plus qu'optionnel depuis 1994.

## Culture

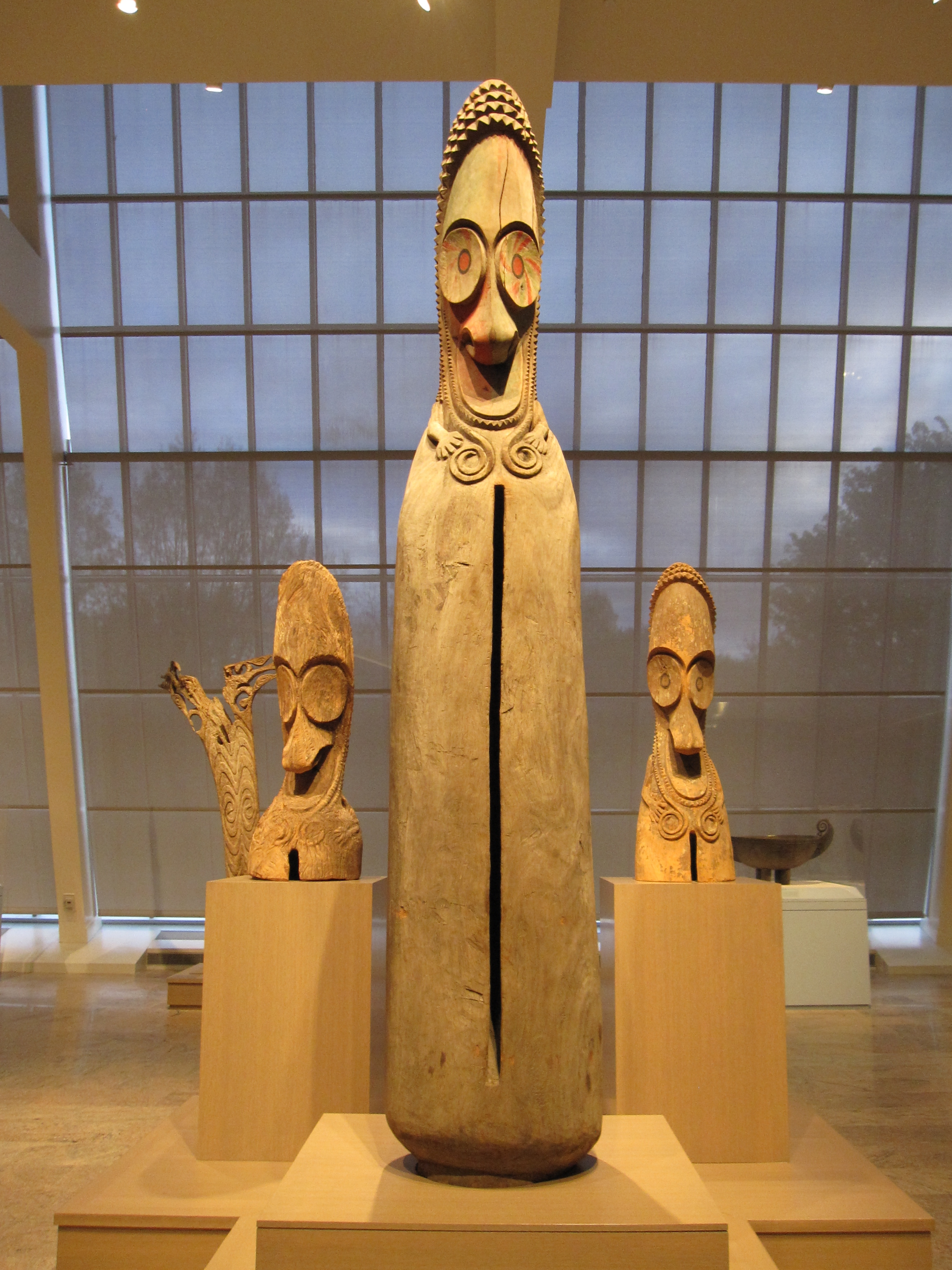
Exemples de tambours à fente du Vanuatu (Metropolitan Museum, New York). Leur aspect anthropomorphique est caractéristique des tambours de l'île d'Ambrym (centre du Vanuatu).

« Dans nos îles, il n'existe pas d'unité culturelle ou linguistique, contrairement aux autres îles situées plus à l'est dans l'océan Pacifique. [...] On trouve une demi-douzaine de manières d'enterrer les morts, des maisons rondes, hautes, longues, ou édifiées sur des pierres. Là les femmes sont nues, ailleurs elles portent de volumineuses jupes de fibre d'hibiscus, ou d'étroites nattes rouges ou encore de grandes nattes blanches. Des tribus distantes de quelques miles ne comprennent pas la langue de leurs voisins. Et pourtant, les échanges matériels et idéologiques sont continuels, les racines solides de la tradition créant sans cesse de nouvelles ramifications. Les peuples vont d'île en île, faisant circuler les idées neuves. »

— Tom Harrisson, Savage civilization, 1937.

### Arts traditionnels
Les productions artisanales et artistiques sont intimement liées à la vie quotidienne et culturelle, et varient beaucoup d'une île à l'autre : à chaque île correspond un certain type de fabrication artisanale élaborée, parfois certaines régions ou certaines lignées possèdent leur propre style.
Dans les sociétés traditionnelles, la distinction entre artisanat et art est ambiguë et la frontière entre les deux n’est pas toujours évidente.
Hommes et femmes produisent tous des objets nécessaires à la vie domestique (outils, habitat, vêtements).
Les hommes créent des représentations symboliques qui entrent dans les pratiques des rituels, alors que les femmes sont souvent, mais pas uniquement, spécialisées dans le tressage des fibres végétales (cocotier, pandanus...). La sculpture sur bois est particulièrement développée dans l'archipel : il n’est pas rare que des sculpteurs acquièrent de la notoriété pour le don artistique qu’ils développent et qui finit par se transmettre de père en fils.
En 1993, grâce à un financement français, le musée national est construit : il accueille des pièces d'arts notables de même que des expositions temporaires comme ce fut le cas de Spirit blong bubu i kam bak (« l'Esprit des ancêtres revient ») en 1996 qui regroupa un grand nombre d’œuvres qui se trouvaient dispersées dans différents musées européens.
Juliette Pita est reconnue comme l'une des premières femmes artistes contemporaines du pays, notamment pour ses œuvres réalisées sur tapa, une fibre végétale traditionnelle.

### Cuisine

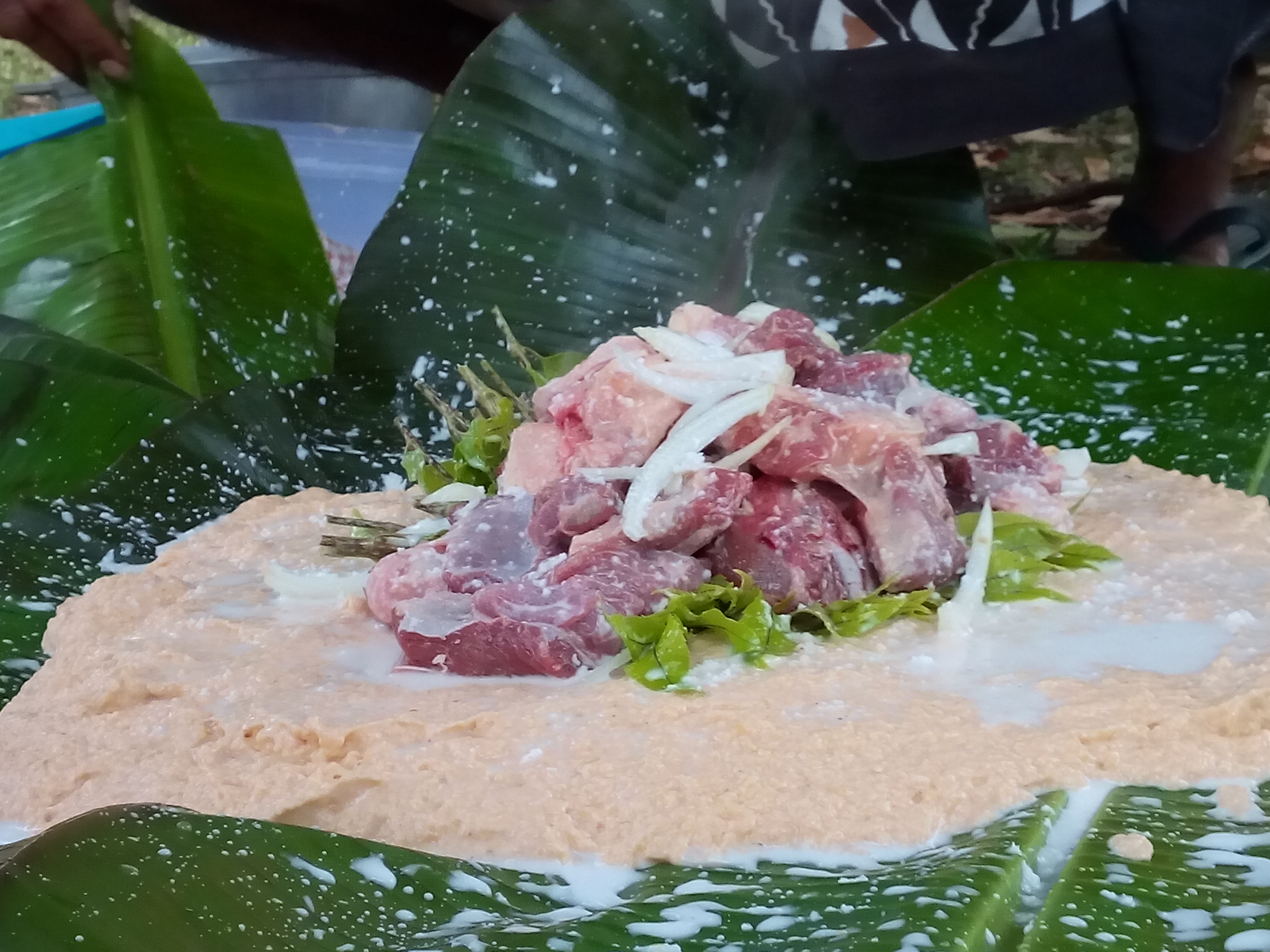
Laplap sosor, tel que préparé sur l'île de Malekula.

L'alimentation traditionnelle s'effectue surtout en cuisson à l'étouffée, mais on utilise aussi le rôti et le bouilli.
Le mot bichelamar pour nourriture est « kakae ». À l'image de la grande diversité culturelle qui marque les îles de l'archipel, la tradition culinaire diffère beaucoup d'une île à l'autre, produisant une très large variété de plats locaux.
Poissons et fruits de mer (marlin, dorade coryphène, thon banane, langouste, surf clams, par exemple) sont très présents, mais aussi le porc et le poulet. Les produits de base incluent le manioc, l’igname, le fruit de l’arbre à pain, la banane plantain, le taro, la patate douce… La noix de coco (lait, crème, pulpe) est de presque toutes les recettes. La tradition veut que les aliments soient cuits sous des pierres chaudes, mais on met aussi à bouillir, ou on grille.
La consommation de fruits locaux est importante : noix de coco, orange, mandarine, grenadille (aussi appelée fruit de la passion, maracuja, pomme-liane), mangue, corossol, banane...
Les plats les plus réputés sont des plats complets, à base de tubercules (igname, taro, macabo, manioc) ou de fruits amylacés (banane, fruit à pain), pelés et râpés, de légumes (choux des îles, façon épinards), avec ou sans poisson ou viande (poulet, porc, roussette), avec lait de coco, cuits dans des feuilles de bananier ou d'héliconia en four à pierres chaudes dans le sol.
Parmi ces plats locaux principaux :
- Le laplap[122] est le plat national. Il s'agit de tubercules râpés (manioc, taro…), que l'on recouvre de lait de coco et que l'on emballe dans des feuilles de bananier ; on cuit le tout à l’étouffée dans un four à pierres (en). On y ajoute souvent des morceaux de porc, de bœuf, de volaille, de poisson, de crevettes ou de roussettes.
- Le tuluk[123] est une sorte de pâté à la viande : il s'agit de viande de porc ou de bœuf hachée, enveloppée de manioc et cuite dans les fours traditionnels sous pierres chaudes ; la cuisson à l'étouffée prend plus d'une heure.
- Le bougna est un plat traditionnel mélanésien, considéré comme l'équivalent du laplap en Nouvelle-Calédonie. Dans le bougna les ingrédients sont simplement coupés (et non râpés), enveloppés dans des feuilles de bananier et cuits à l'étouffée dans un four à pierres chaudes. C'est une sorte de ragoût de viandes diverses (poulet, pigeon, poisson, porc ou roussette) accompagné de taro, de patates douces, de bananes poingo, de tomates et d'igname le tout arrosé de lait de coco[124].
- Le nalot[125] est un plat à base de taro, de banane poingo ou de fruit à pain, où le légume est cuit dans un four à pierres puis pilé; le plat est parfois recouvert de crème de coco, préalablement chauffée sur des pierres chaudes[126],[127].
- Le simboro est un plat à base de manioc ou de banane poingo râpée, enroulé dans des épinards du Pacifique que l’on bout dans du lait de coco[128].

### Le nakamal

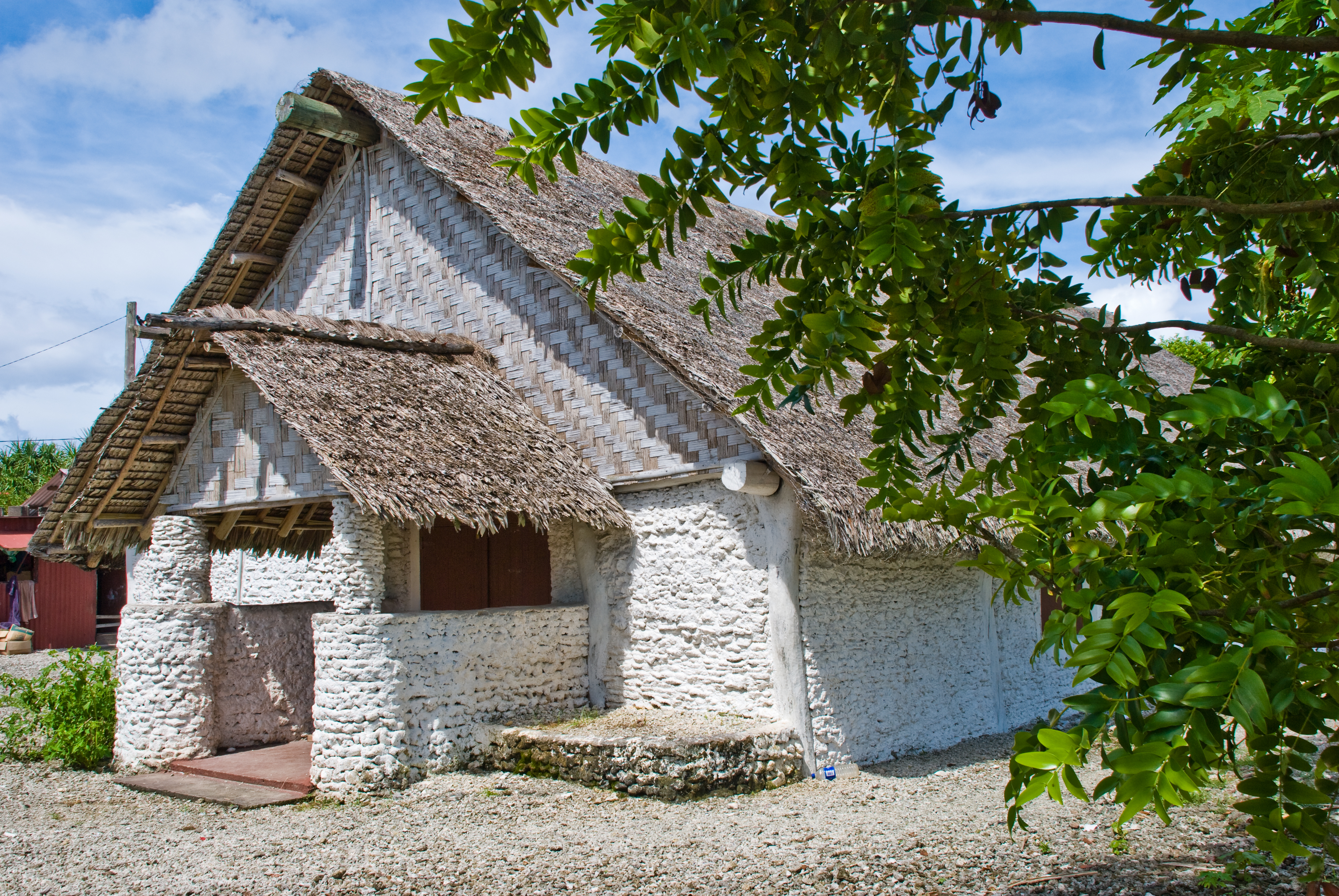
Nakamal du village de Pango, Efate.

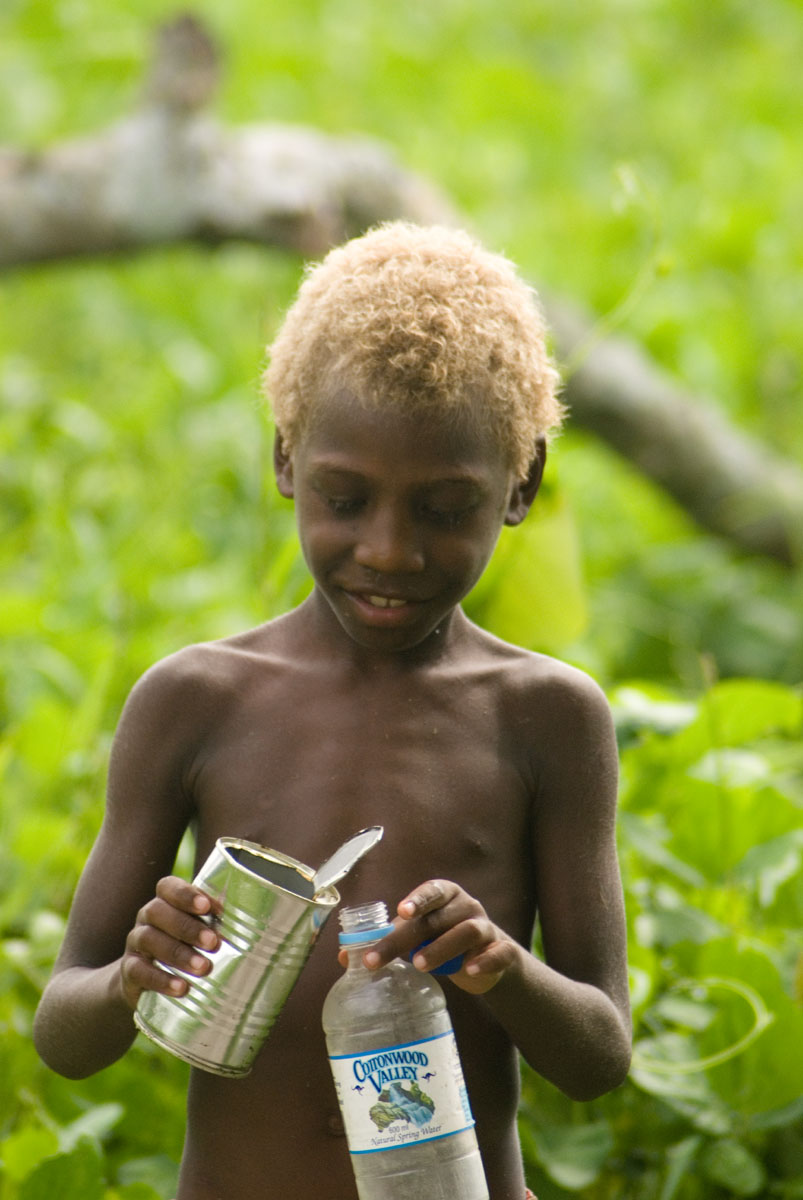
Enfant du Vanuatu.

Un élément essentiel de la culture au Vanuatu est le nakamal. Traditionnellement, c'est un lieu où les hommes se réunissent après le travail ; ils y boivent le kava et discutent des affaires locales, politiques et autres. Traditionnellement, le nakamal était réservé aux hommes d'un certain statut : les hommes non mariés, les femmes et les enfants n'en approchaient pas - cependant de nos jours de nombreux nakamals sont ouverts aux femmes et sans condition de rang coutumier. Ce peut être sous un arbre, ou dans une construction réservée à cet effet. Le chef du village y exerce ses talents de médiation et y rend jugement. Ainsi le nakamal contribue fortement à ce que le Vanuatu soit plus paisible que ses voisins mélanésiens. On trouve encore quelques nakamals traditionnels sur plusieurs îles, surtout celles à la périphérie de l'archipel (Tanna…), tandis que ceux d'Efate et des zones les plus touristiques sont de simples bars à kava en plein air. On peut obtenir plus de renseignements sur les nakamals traditionnels en allant au Centre culturel du Vanuatu de Port-Vila, qui héberge le Musée national et la Bibliothèque nationale. Dans le contexte urbain, le mot nakamal est désormais aussi utilisé pour désigner des sortes de bars à kava, aujourd'hui nombreux à Port-Vila.

### Langues
Le Vanuatu est le pays qui possède la plus forte densité linguistique au monde, avec 138 langues vernaculaires distinctes pour 300 000 habitants,. Toutes ces langues appartiennent au groupe des langues océaniennes. À l'intérieur de celui-ci, trois sont polynésiennes, neuf font partie du groupe « Sud Vanuatu », et toutes les autres appartiennent au groupe « Nord-Centre Vanuatu ». À ces 138 langues endémiques du Vanuatu s'ajoutent plusieurs langues parlées par des populations arrivées au cours du XXe siècle: le fidjien (350), le tahitien, le tongien, le gilbertin, le vietnamien (770), le wallisien (780) et certaines langues de Chine, en particulier le hakka.
La république du Vanuatu compte trois langues officielles : le français et l'anglais, les deux langues héritées de la colonisation, et le bichelamar, un pidgin à base anglaise (avec quelques éléments lexicaux provenant du français et des langues du Vanuatu du Nord). S'il est vrai que les populations rurales (79 % des habitants en 1996) emploient peu le français et l'anglais, le bichelamar est la langue véhiculaire commune à tout l'archipel. Hormis en milieu urbain, il ne supplante pourtant pas les langues vernaculaires, qui résistent à son influence (sauf ponctuellement sous la forme d'emprunts lexicaux).
L'usage de la langue française a beaucoup baissé depuis 1995, le pays étant plutôt tourné vers les pays anglophones (Australie, Nouvelle-Zélande, Îles Salomon, etc.) pour ce qui concerne la vie économique, culturelle, et diplomatique. De même, l'anglais est de plus en plus présent dans l'enseignement ou le tourisme, les visiteurs étant majoritairement anglophones.

### Les dessins du Vanuatu

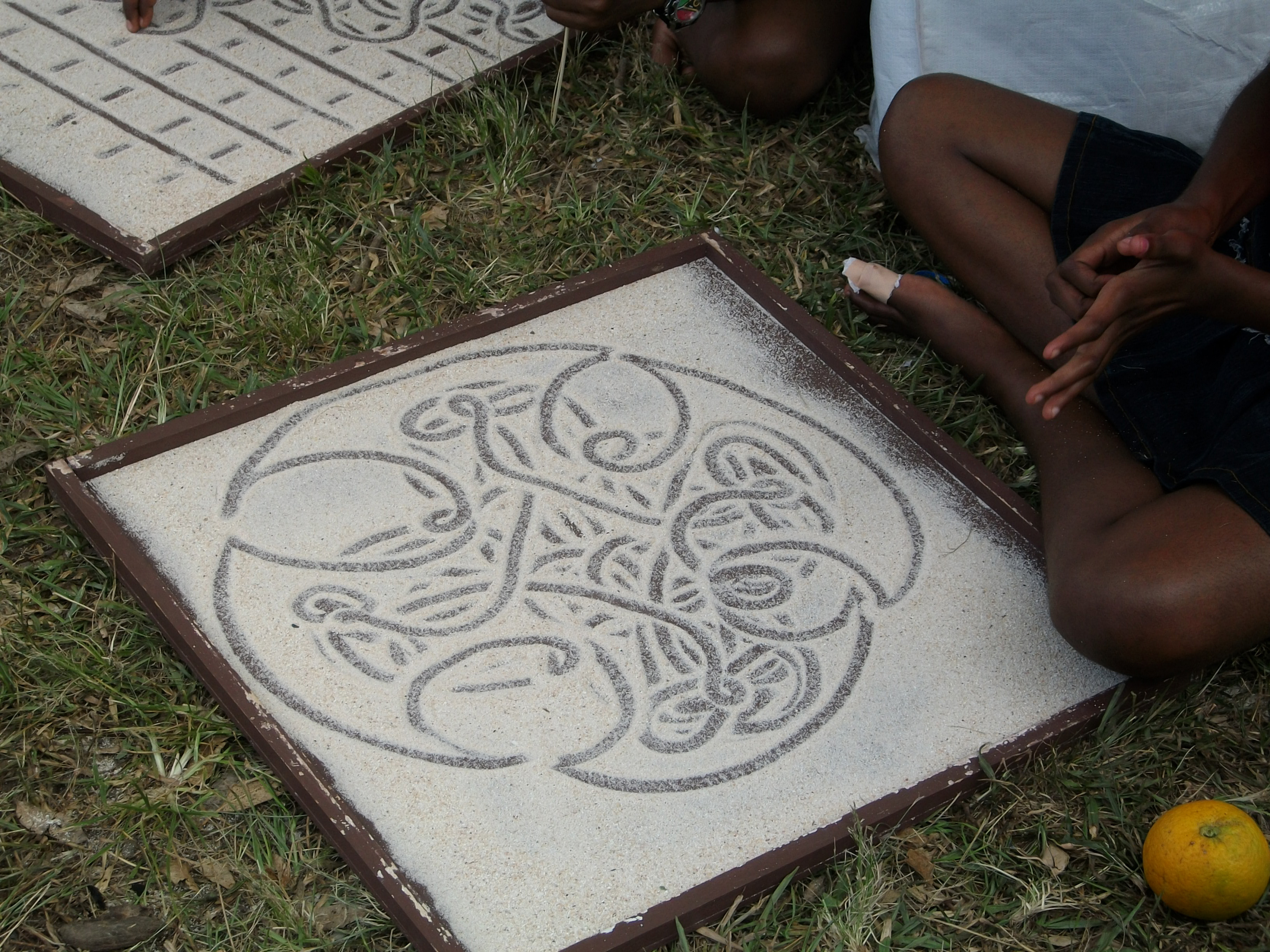
Dessin sur sable.

Cette tradition originale et complexe de dessins réalisés sur le sable est typique de l'archipel du Vanuatu. Ces compositions souvent harmonieuses et géométriques sont exécutées par des spécialistes initiés. Elles servent d’écriture : c'est un moyen de communication entre les membres de près de 80 groupes linguistiques différents et un moyen mnémotechnique pour transmettre des rituels, des connaissances mythologiques, des informations orales sur l'histoire locale, les techniques agricoles, l'artisanat ou encore la chorégraphie.
Ces dessins du Vanuatu font partie intégrante du patrimoine immatériel de l'Unesco.

### Littérature
La littérature du Vanuatu n'a, dans l'ensemble, pas encore eu un retentissement international important, mais certains écrivains ont acquis un degré de célébrité par delà les frontières de leur pays. C'est le cas de la poétesse Grace Mera Molisa, ou encore de la troupe théâtrale Wan Smolbag.
Les premiers romans vanuatais sont ceux de l'écrivain francophone Marcel Melthérorong, par ailleurs chanteur-compositeur-interprète, depuis 2007. Son premier roman, Tôghàn, dépeint « une jeunesse océanienne en perte de repères », entre « modèle occidental et valeurs mélanésiennes ». Il bénéficie d'un succès populaire, puis en 2009 d'un avant-propos rédigé par Jean-Marie Gustave Le Clézio, prix Nobel de littérature. Ce dernier souligne l'émergence « d’une voix nouvelle, originale » dans « la famille de la littérature francophone ».
En 2015, l’Alliance française publie « Quand le cannibale ricane », premier roman de l’auteur ni-vanuatais, Paul Tavo. Il a aussi publié un recueil de poèmes, « L’Âme du Kava », en 2011.
En 2005, Jean-Marie Gustave Le Clézio écrit un essai qui parle de son séjour sur l’île de Pentecôte ou Raga. Il présente des réflexions sur le peuplement et l'histoire coloniale du Vanuatu et, au-delà, sur celle des peuples colonisés.

### Musique
La musique traditionnelle du Vanuatu est toujours florissante dans les zones rurales du Vanuatu. Les instruments de musique sont principalement composés d'idiophones: tambours de forme et de taille variées, gongs fendus, tubes de frappe, ainsi que de maracas.
Les instruments à vent au Vanuatu
Plusieurs types de flûtes sont fabriqués à partir de bambou. Elles se trouvent dans tout l’archipel, elles sont plus présentes sur Ambrym, Pentecôte et Tanna où l’on découvre différentes variétés de tailles. La flûte est jouée pour différentes raisons, divertissements, relaxation ou pour renforcer l’effet des magies de séduction, pour assister un récit traditionnel ou la réalisation de dessin sur sable.
Les tambours du Vanuatu
Le tambour à fente en bois est l’instrument de musique le plus célèbre au Vanuatu et il existe différentes tailles, souvent massives. Ils sont sculptés dans des grands troncs d'arbre à pain en raison de leur excellente sonorité ; le tambour est composé d’un pied qui permet de le supporter, et est en général orné d'un ou plusieurs étages sculptés, souvent anthropomorphiques. Son son puissant lui donne des utilités diverses comme accompagner les danses traditionnelles au cours des cérémonies, appeler la population à assister à une réunion ou encore annoncer la mort d’un chef.
La danse de l’eau
Le Ëtëtung, ou musique d’eau, originaire des Îles Banks au nord du pays, est une expérience sonore et visuelle hypnotique unique au monde. Ces performances musicales sont une collection de différents mouvements exécutés en fonction de la surface des eaux ; il s'agit d'éclabousser, de ramasser, de gifler, d'écrémer, de tourbillonner… accompagné du chant d'un groupe de chanteuses, toutes assemblées dans un motif rythmique.
Musiques populaires modernes

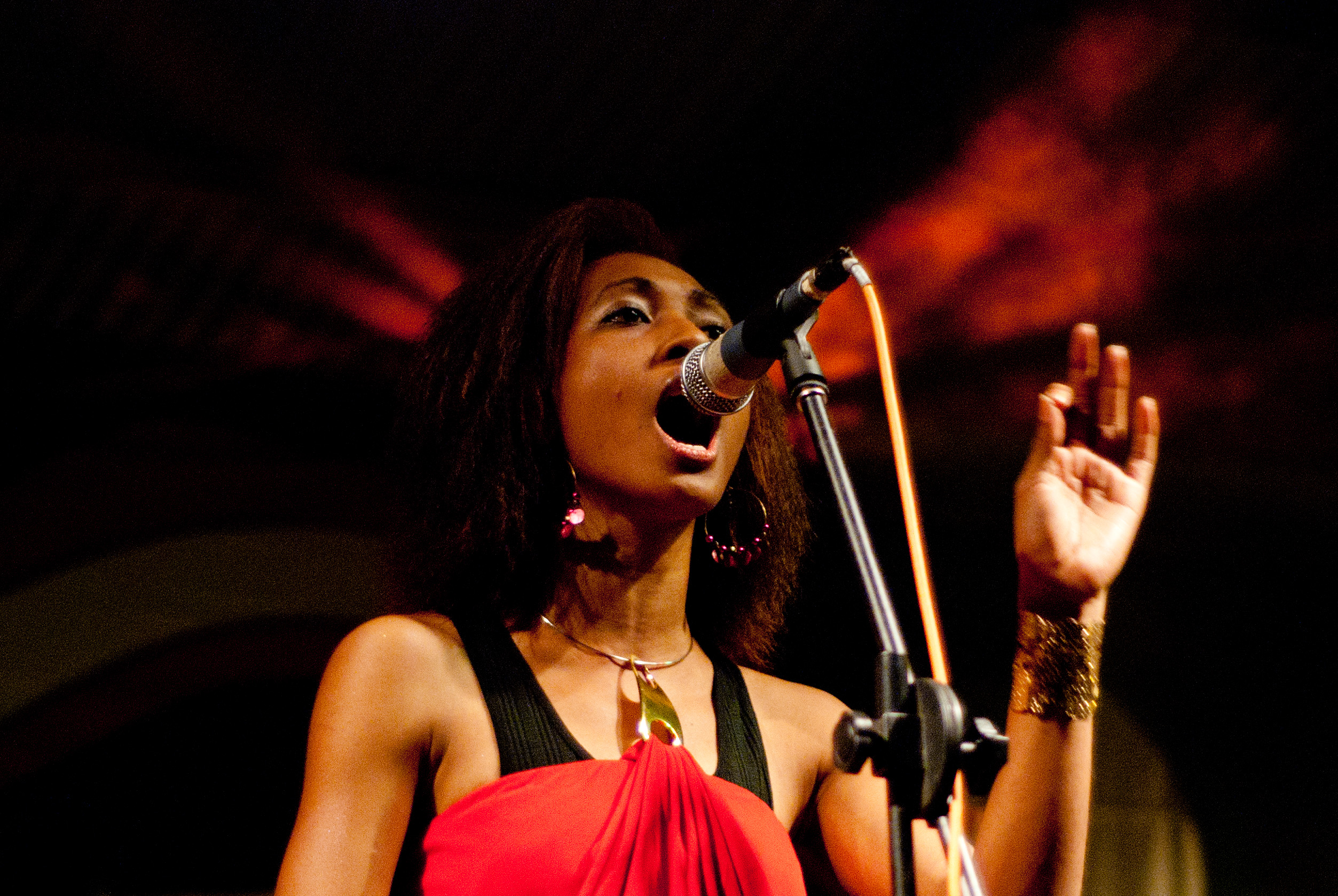
Vanessa Quai en concert en 2010.

Un genre musical moderne qui est devenu très populaire au cours du XXe siècle (sous l’influence de la musique hawaïenne popularisée pendant la guerre par les militaires américains) dans toutes les régions du Vanuatu, est connu sous le nom de string band. Il combine des guitares, un ukulélé et des chansons populaires.
Plus récemment, la musique de Vanuatu, en tant qu’industrie, a connu une croissance rapide dans les années 1990 et plusieurs groupes ont forgé une identité ni-Vanuatu distinctive. Les genres populaires de la musique commerciale moderne, qui sont actuellement joués dans les zones urbaines, incluent la musique zouk (l'archipel a fait un triomphe au groupe Kassav en 2019), le reggae (Stan et Tujah) et le Reggaeton (une variante du Dancehall Reggae chanté en espagnol), particulièrement diffusé dans les discothèques de Port-Vila avec un public majoritairement occidental et touristique. Une des chanteuses populaires célèbres du Vanuatu est Vanessa Quai, qui a représenté le pays à l'ouverture des Jeux du Pacifique en 2017. Port-Vila accueille aussi une petite scène electro, illustrée dans certains événements,.
Le chanteur punk français Didier Super est venu deux fois se produire en tournée au Vanuatu, et y a même enregistré en 2016 un album titré Vacances à vos frais sur lequel il chante accompagné par le groupe de musique locale The Aro String Band.

### Religions
Le christianisme est la religion dominante au Vanuatu, mais se trouve éclaté en de nombreuses Églises différentes, dont l'Église presbytérienne, pour plus d'un tiers de la population, et le catholicisme pour 12%,.
De nombreux groupes religieux, la plupart protestants, s'établissent parmi la population du Vanuatu, dont l'Église adventiste du septième jour, mais aussi traditionalistes ou catholique : Fraternité sacerdotale Saint-Pie-X à Espiritu Santo, la Société de Saint-Vincent-de-Paul (à Malekula)…
Les religions et croyances traditionnelles, très liées aux traditions coutumières et au culte des ancêtres, demeurent vives notamment dans les communautés isolées. Célèbre originalité du pays, des cultes d'apparition récente (essentiellement pendant et après la Seconde Guerre mondiale) ont germé dans des communautés traditionnelles sous l'effet de l'observation de phénomènes technologiques, mêlant prédictions locales et actualité politique internationale : les plus célèbres sont le surprenant culte du cargo, celui de John Frum et le culte du prince Philip.
Le bahaïsme est implanté dans l'archipel depuis 1953, avec plus de 1 500 fidèles[réf. nécessaire]. L'islam est aussi présent sur l'archipel, mais très marginal et essentiellement représenté par des étrangers en expatriation (Indonésie, Bangladesh...).

### Les dents de cochon

Une défense de cochon à dent représentée sur les armoiries du Vanuatu.

Les défenses de cochon domestique, rendues artificiellement longues et courbées par l'extraction des dents opposées pendant la croissance, constituent au Vanuatu un objet précieux porteur d'une forte symbolique : ils témoignent de l'habileté agricole d'un Ni-Vanuatu, et la taille et le nombre de tours (jusqu'à trois) d'une défense augmentent sa valeur.
Cet élément culturel est si important dans le pays qu'il constitue aujourd'hui un des symboles nationaux, représenté sur le drapeau, les armoiries et la monnaie du Vanuatu.
Plusieurs films documentaires ont également mis cet élément au centre de leur intérêt, comme Vanuatu, les îles aux cochons ou Vanuatu : troc, coutume et dents de cochon. Lors de la visite de la reine Élisabeth II dans ce qui était encore à l'époque le condominium des Nouvelles-Hébrides en 1974, une telle dent à deux tours et demi (pièce exceptionnelle) lui a été offerte.

### Autres aspects de la culture vanuataise
- Sur l'île de Pentecôte, se tient une manifestation coutumière spectaculaire : le saut du Gol. Après avoir construit une tour de branchages d'une vingtaine de mètres (voir Gol), hommes et enfants de sexe masculin se jettent dans le vide avec, pour seules attaches, deux lianes enroulées autour des chevilles ;
- sur l'île Mallicolo (Malekula), les hommes dansent en portant sur la tête des masques faits de terre pétrie autour d'une armature de racines de fougères arborescentes. Au bruit de leurs clochettes fabriquées à partir de noix et qu'ils attachent à leurs chevilles, ils célèbrent les principaux événements coutumiers : les naissances, les circoncisions, les passages de grades et les rites funéraires ;
- sur l'île de Gaua, les femmes exécutent la « water music », musique de percussion réalisée par des mouvements et des battements de mains à la surface de l'eau d'un bassin d'une rivière ou dans la mer[137].
- Sur l'île de Tanna, les hommes et les femmes dansent la danse du Toka, les hommes et les femmes commencent le rituel en dansant en cercle en suivant un rythme. La danse du Toka célèbre l'association de deux tribus, plus les danseurs sont nombreux et plus la cérémonie est importante[152].

### Fêtes nationales
| Date       | Nom français                                       | Nom anglais ou bichelamar             | Remarques                                                                                        |
| ---------- | -------------------------------------------------- | ------------------------------------- | ------------------------------------------------------------------------------------------------ |
| 21 février | À la mémoire du Père de l'indépendance Walter Lini | Memorial day blong Father Walter Lini | Date à laquelle le « Père de l'indépendance » de la république du Vanuatu, Walter Lini est mort. |
| 5 mars     | Fête des chefs coutumiers                          | Custom Chiefs' day                    | Les chefs coutumiers de l'archipel du Vanuatu se recueillent au Nakamal.                         |
| 30 juillet | Jour de l'indépendance de la république du Vanuatu | Independence day                      | 30 juillet 1980, date de l'annonce officielle de l'indépendance de l'archipel du Vanuatu.        |
| 5 octobre  | Fête de la Constitution                            | Constitution day                      | Signature officielle de la Constitution du Vanuatu.                                              |

### Sports
Le football est le sport le plus populaire dans le pays.
Le championnat de football du Vanuatu comporte 8 équipes. Rapporté à la population du Vanuatu, ce chiffre est relativement élevé. L’équipe nationale de football masculine n’a jamais été qualifiée pour la Coupe du monde. Ils ont fini quatre fois quatrième dans la Coupe des nations de la CFO et se sont qualifiés aux Jeux du Pacifique Sud. Fait marquant, le match opposant le Vanuatu à la Micronésie lors des Jeux du Pacifique de 2015 s'est soldé par une victoire par 46-0 : il s'agit du plus grand nombre de buts marqués en un seul match de l'Histoire du football international.
En 1988, le Vanuatu devient membre de deux fédérations : la FIFA et l’OFC. Le Vanuatu a été choisi comme l’un des six pays à l’échelle mondiale pour un projet de la FIFA où de jeunes joueurs sont identifiés et sélectionnés pour être formés au sein de l’académie nationale. Dans le cadre de ce programme de deux ans, les joueurs de 15-17 ans, peuvent continuer l’école ou une formation professionnelle.
Comme dans de nombreux pays du Pacifique sud, le rugby à XIII se développe également. L'Équipe du Vanuatu de rugby à XIII a disputé en octobre 2018 le Championnat du monde de rugby à XIII des nations émergentes qui s'est déroulé en Australie. Finalement elle parviendra à se classer huitième du tournoi. Il est également prévu que des « Treizistes » vanuatais intègrent l'équipe francophone Pacifique XIII afin de disputer l'Instrust Cup.
L'équipe nationale féminine de beach-volley a atteint un haut niveau en compétition internationale. En 2019, un an après avoir gagné la médaille de bronze à Gold Coast au Commonwealth Games, l'équipe nationale féminine de beach-volley remporte la médaille d'or aux Jeux du Pacifique, dans les îles Samoa.
L'équipe de tennis de table du Vanuatu a remporté 7 médailles d'or aux mini-jeux du Pacifique en 2017. En 2019, l'équipe de tennis de table a remporté quatre médailles d'or aux Jeux du Pacifique aux Samoa.
Le Tennis est un des sports qui se développent grâce à la fédération de Tennis au Vanuatu, permettant aux équipes de participer à des tournois organisés par les pays voisins (les Fidji, Les Samoa, la Papouasie-Nouvelle-Guinée...). Le 26 février 2018 l'équipe de Tennis junior du Vanuatu a été sélectionnée pour un tournoi aux Fidji. Ils participent aussi aux Jeux du Pacifique aux Samoa en 2019.
Le surf est aussi un sport en plein essor au Vanuatu : la Vanuatu Surfing Association organise chaque année une compétition de surf internationale, le Leimailo Surf Festival, où s'affrontent des compétiteurs venus d'Australie, des îles Fidji, de Papouasie-Nouvelle-Guinée ou encore de Nouvelle-Calédonie.
Le Judo est un sport pratiqué et développé au Vanuatu ; certains athlètes ont participé a des compétitions internationales, dont Nazario Fiakaifonu, qui grâce à son coach Brett Wright a participé à la Coupe du monde 2011, au Championnat d'Océanie 2012 & 2014 et aux Jeux Olympiques de Londres 2012. Maintes fois champion du Vanuatu, il a emporté la médaille de bronze aux Mini-Jeux du Pacifique en 2017. Le franco-niVan Hugo Cumbo joue également en international, avec notamment une qualification en championnat du monde et une participation aux Jeux olympiques d'été de 2020, où il est éliminé en 16e de finales.
En 2018, quatre athlètes du Vanuatu ont été qualifiés pour le Oceania Youth Olympic Games à Port Moresby en Papouasie-Nouvelle-Guinée dont deux femmes et deux hommes pour le hockey.
En 2019, l'athlète ni-van Rillio Rii a accompli 5 courses dans les Men's single d'aviron au World Rowing Championships et a été sélectionné pour participer aux Jeux olympiques d'été de 2020 à Tokyo.
Le Taekwondo est un sport qui se pratique au Vanuatu, deux athlètes Ni-Vanuatais sont partis représenter le Vanuatu aux Mini jeux du Pacifique en 2016 en Papouasie-Nouvelle-Guinée, ces deux athlètes ont eu une formation en Corée du sud pendant deux mois avant de participer aux Mini jeux du Pacifique en 2016.
En 2017, pour la première fois le Vanuatu a gagné une médaille au tir à l'arc pendant les Mini jeux du pacifique.
Le Netball est aussi un sport qui se pratique au Vanuatu.

## Galerie

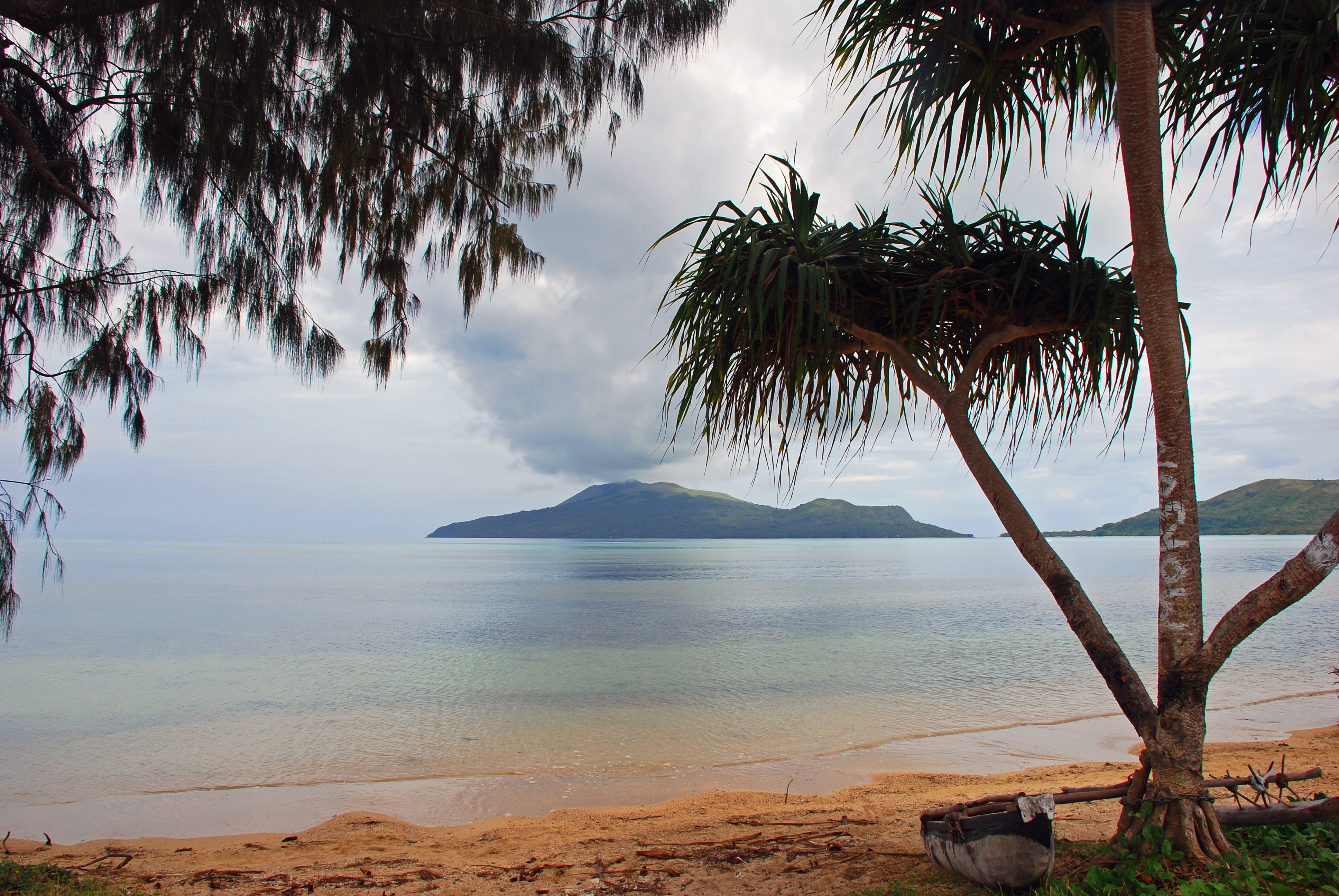
Nguna vu de la plage de Paonangisi, Efate.
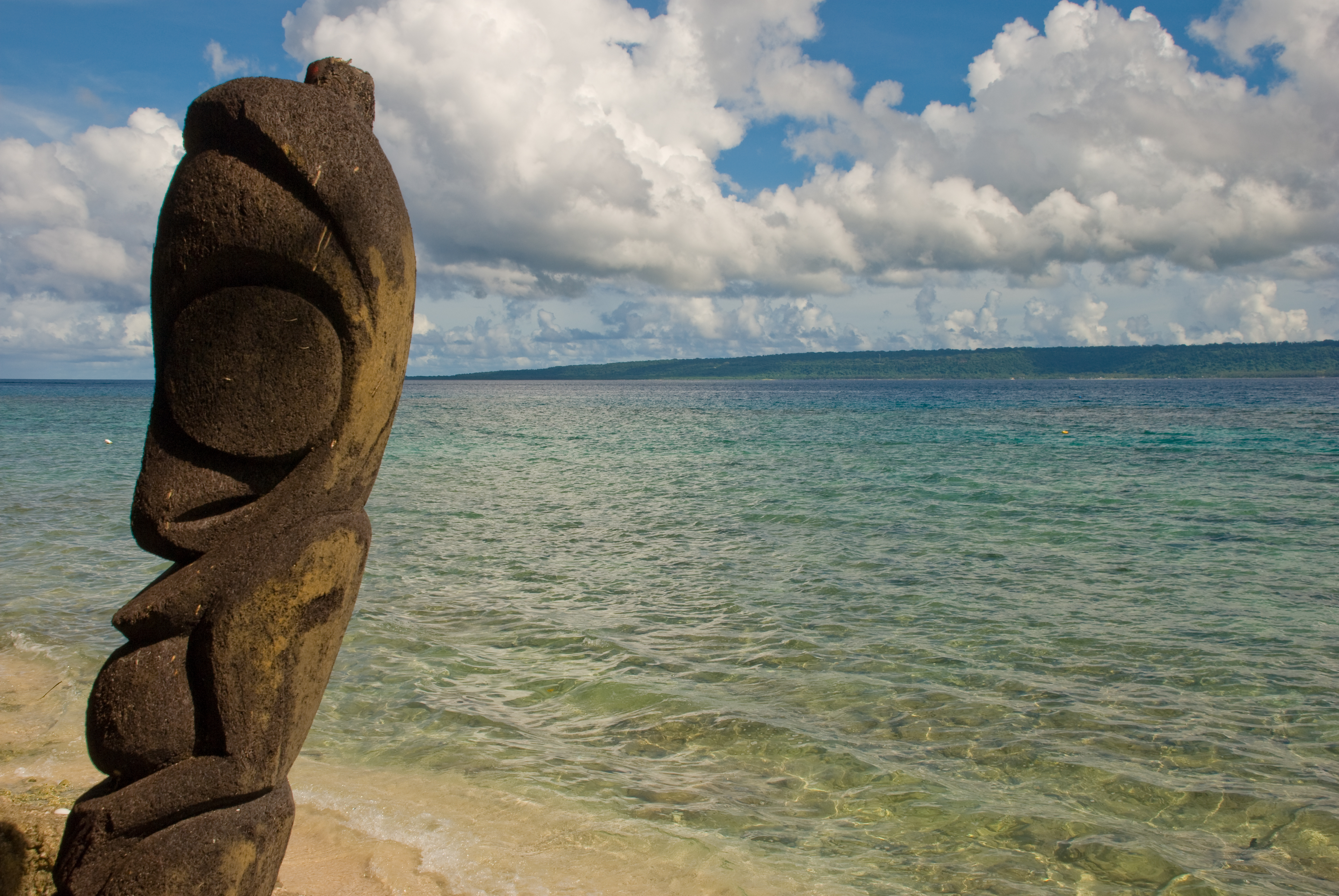
Baie Mele, Efate.
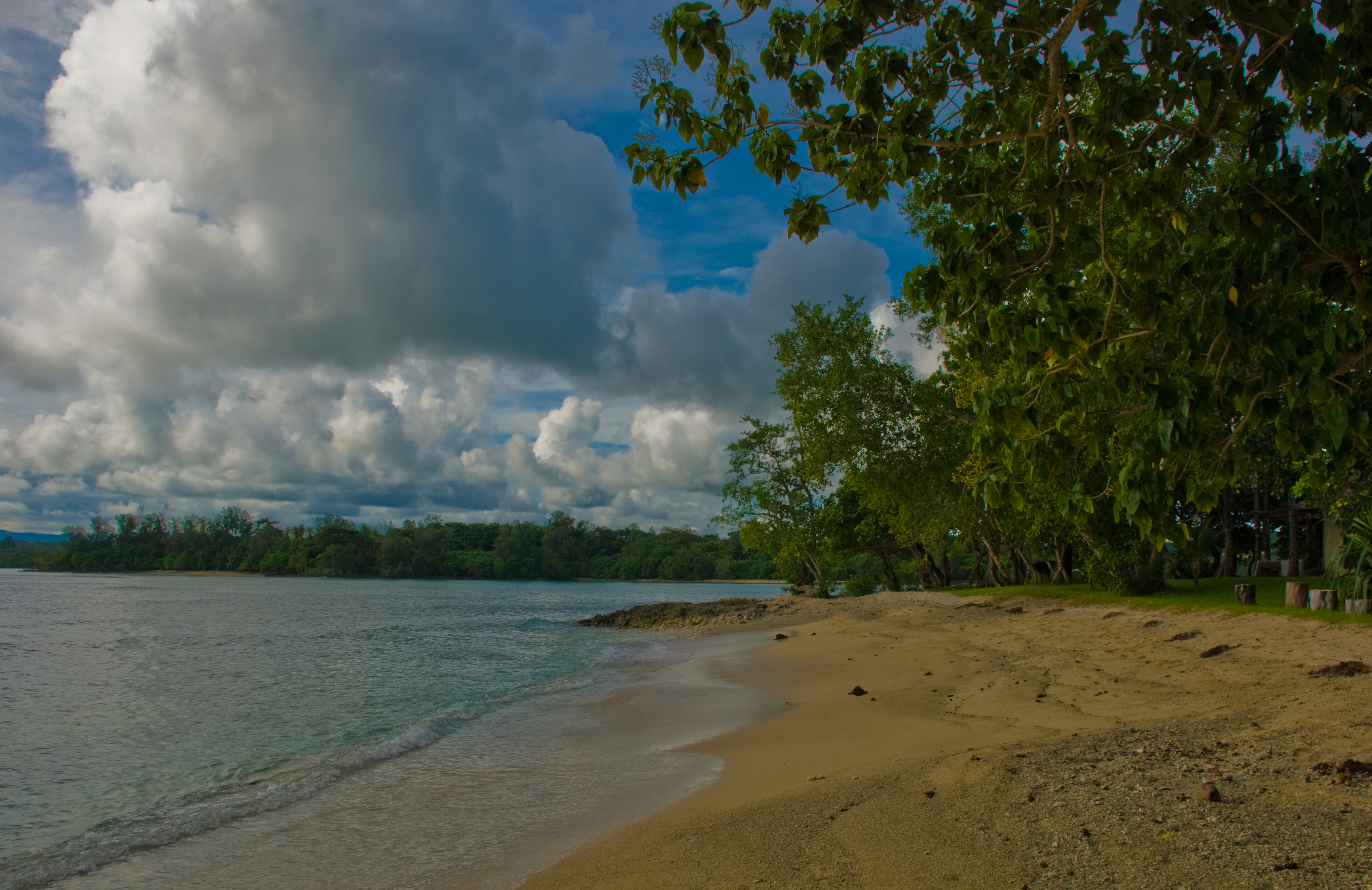
Lagon d'Eratap, Efate.
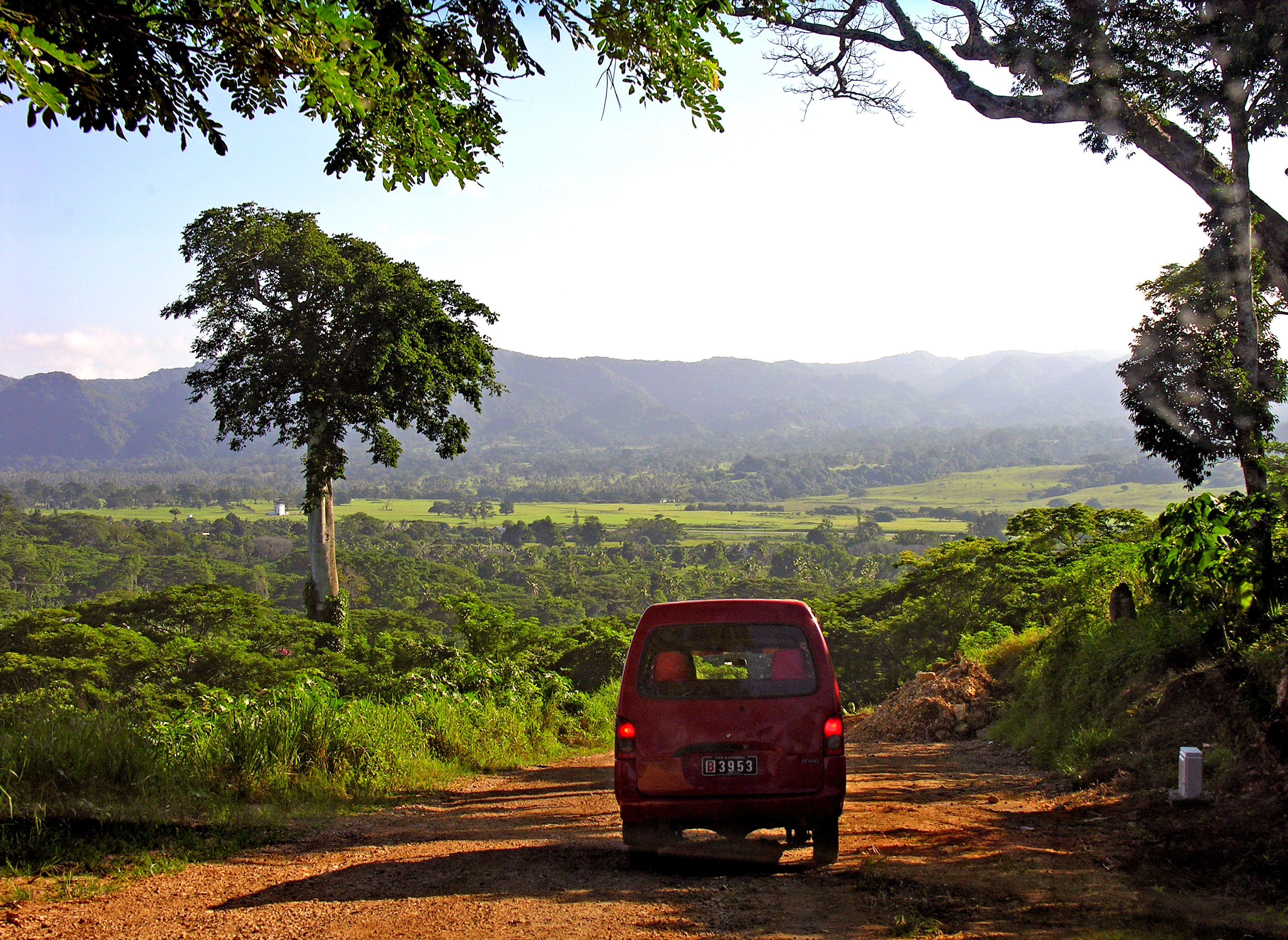
Bus des alentours de Port-Vila.
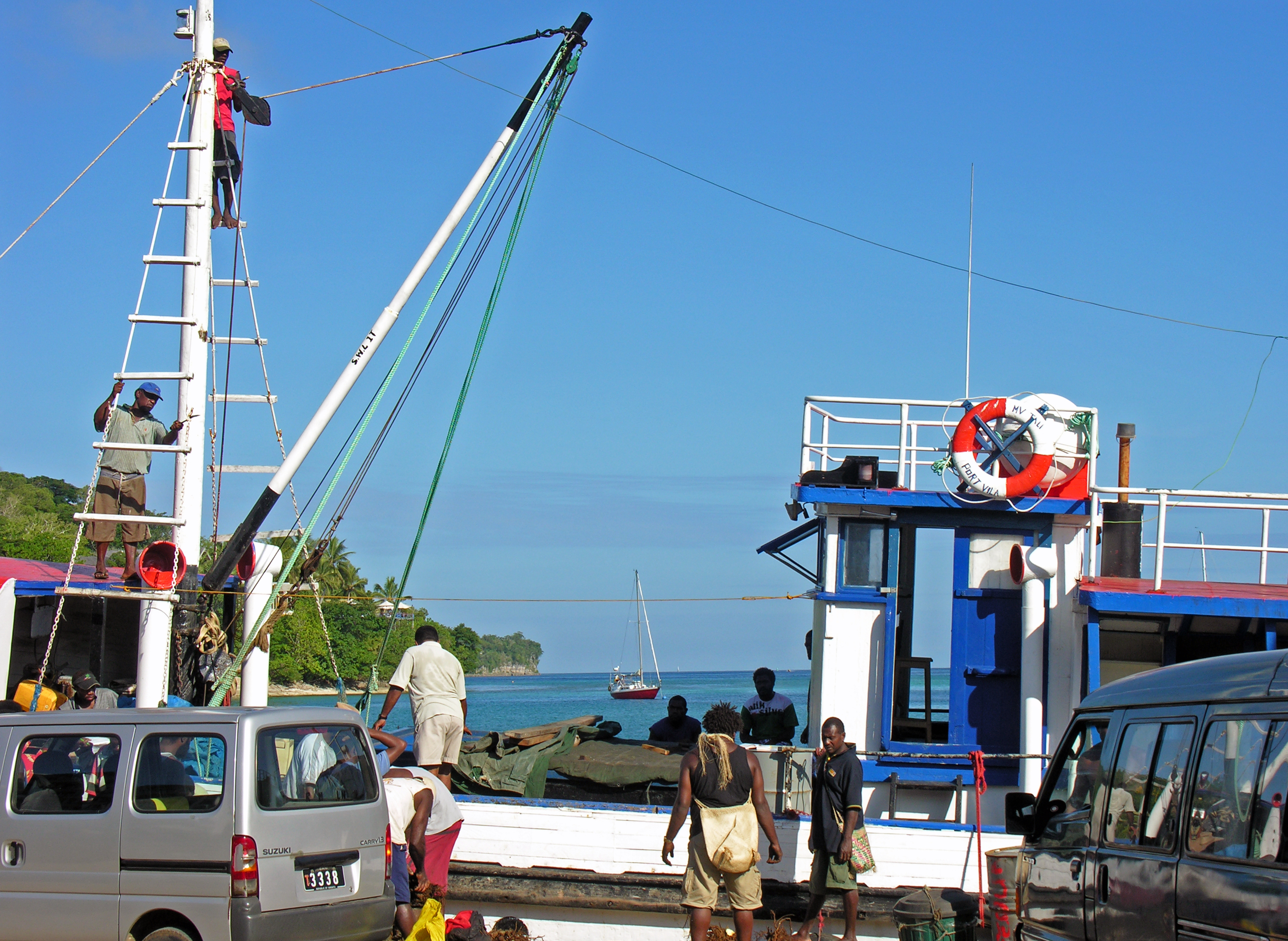
Ferry entre les îles du Vanuatu, ici à Port-Vila.
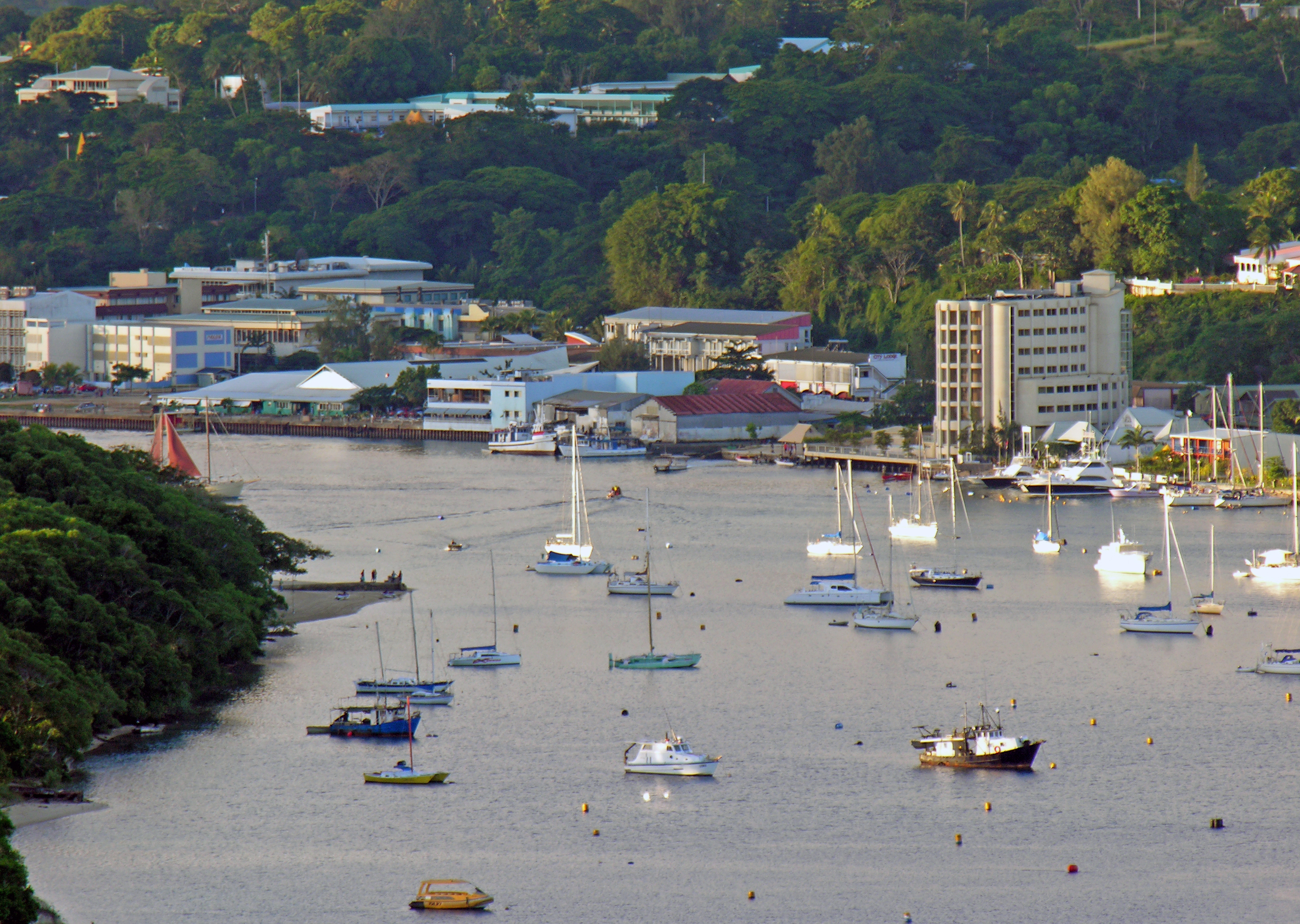
Port-Vila, le bord de mer.
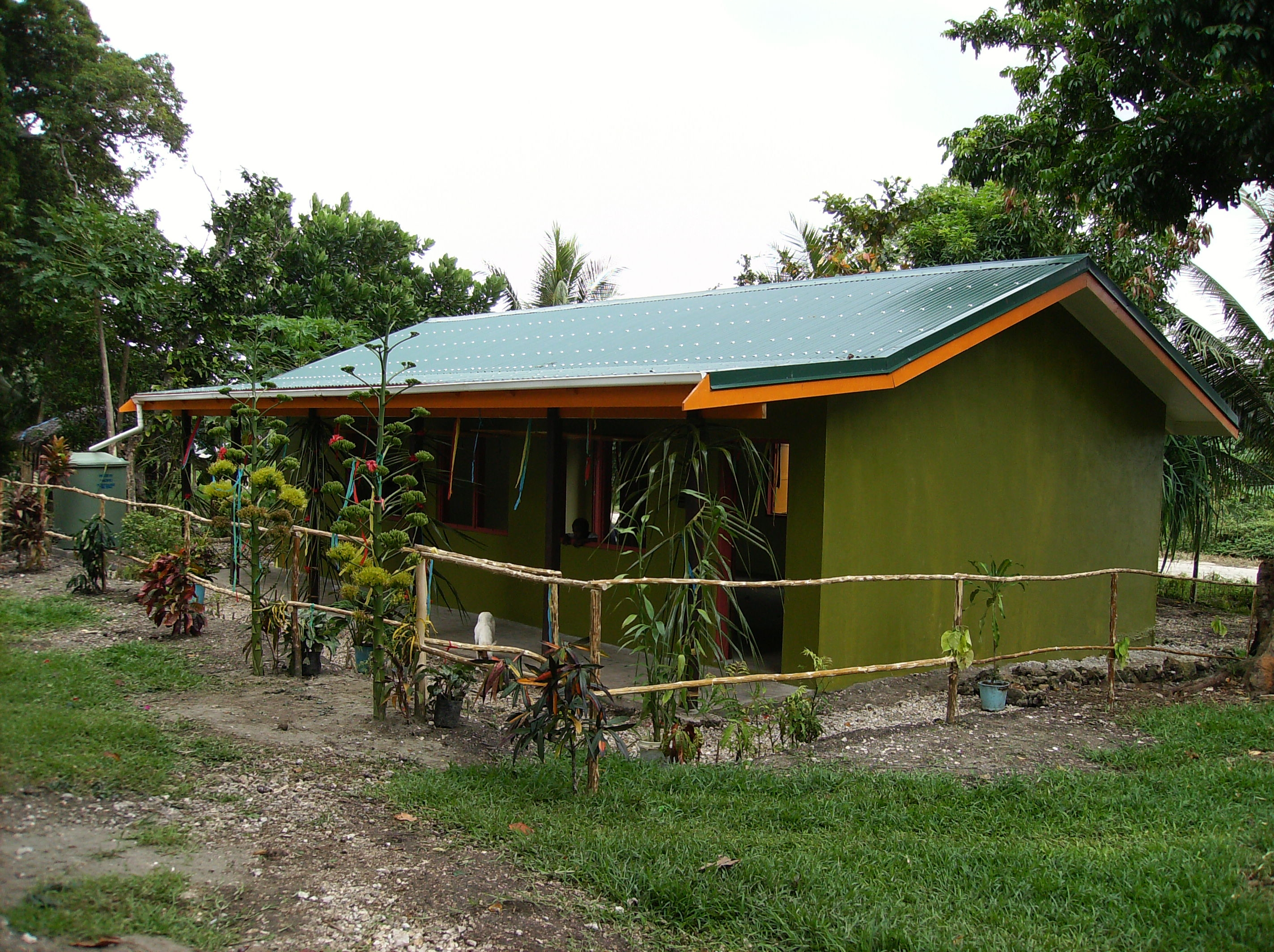
Maison du projet Seacology, village de Sanoa.
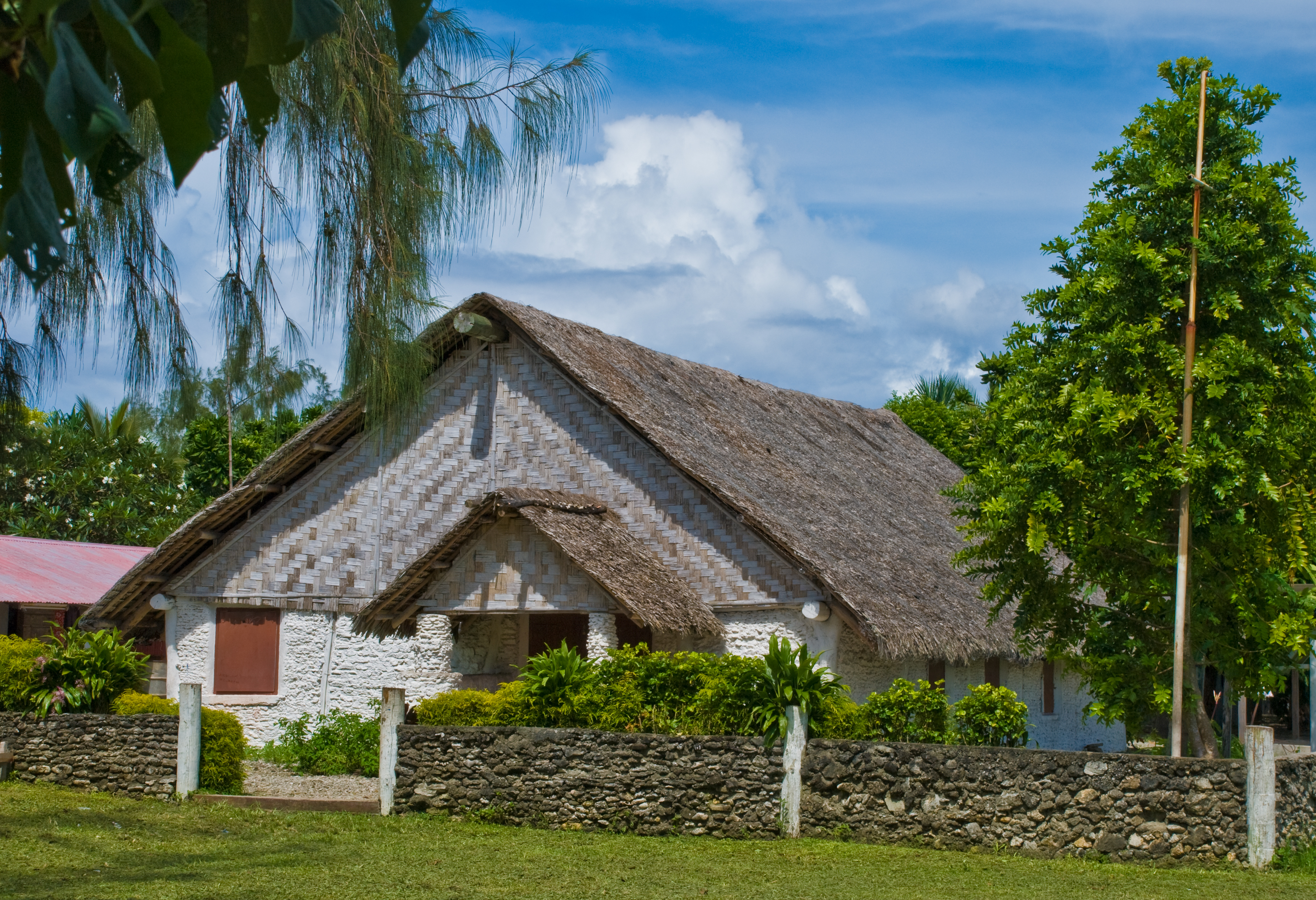
Nakamal du village de Pango, Efate.
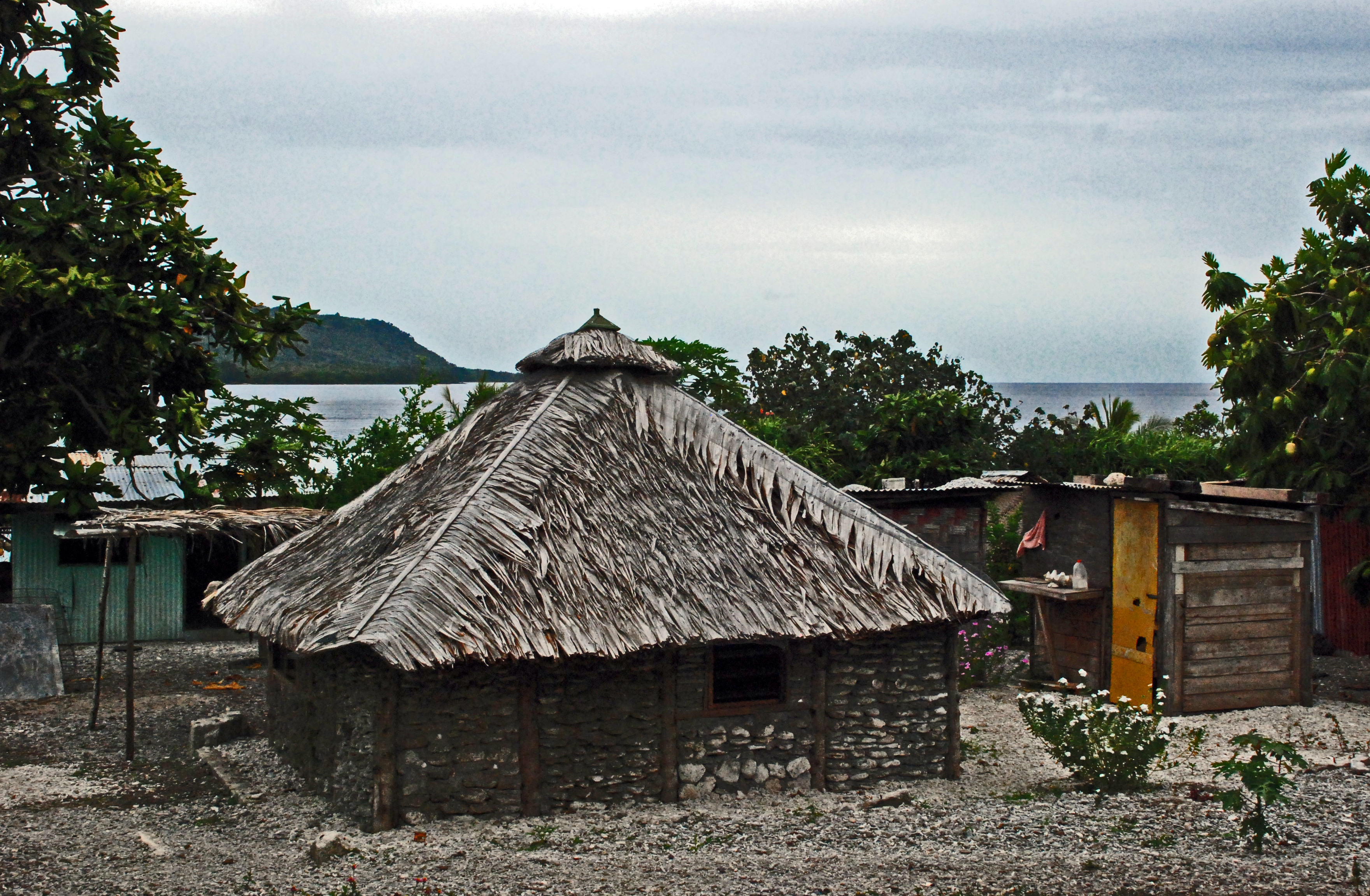
Maison de village, Natapau, Lelepa.
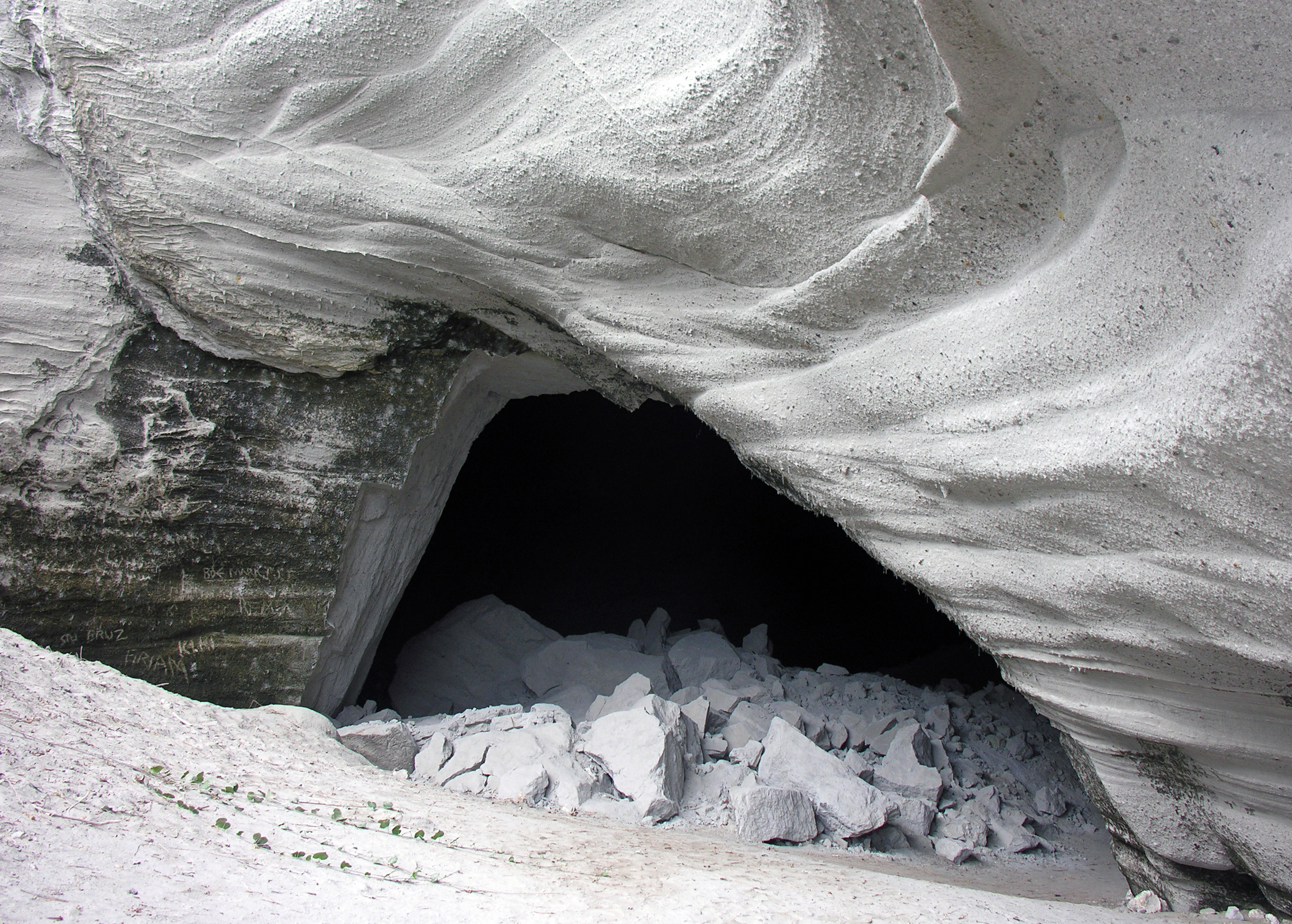
Grotte de Fele, Lelepa.
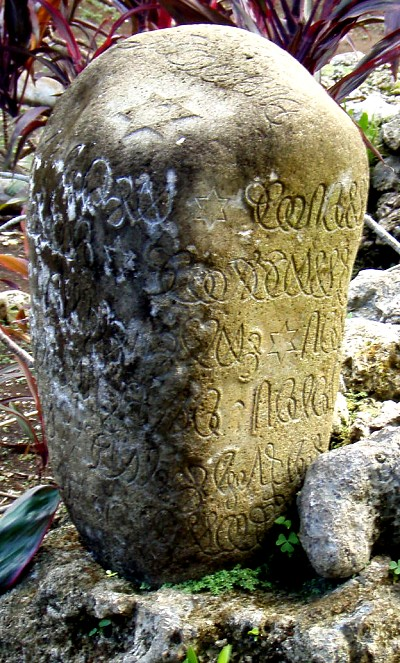
Pierre gravée à Lavatmangemu.

### Filmographie
- Dieu est américain, titre d'un film documentaire (2007, 52 min), de Richard Martin-Jordan, sur le culte de John Frum à Tanna.
- Antoine le Tenneur, « Des Nouvelles-Hébrides à Vanuatu », sur Les chemins de l’histoire, 2020.